# Flûte traversière baroque dans l'art

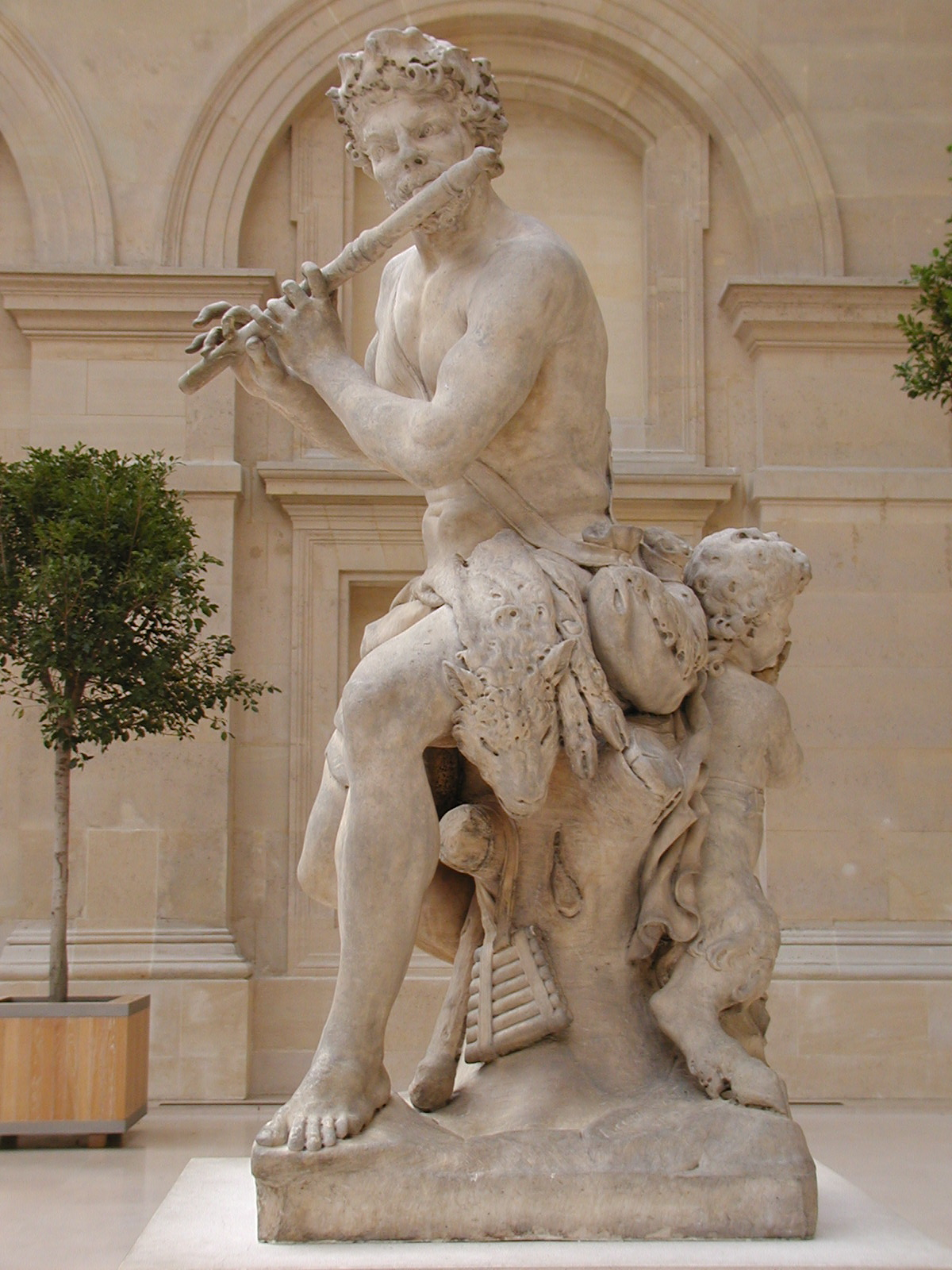
Le Berger flûteur (1709) d'Antoine Coysevox au Musée du Louvre

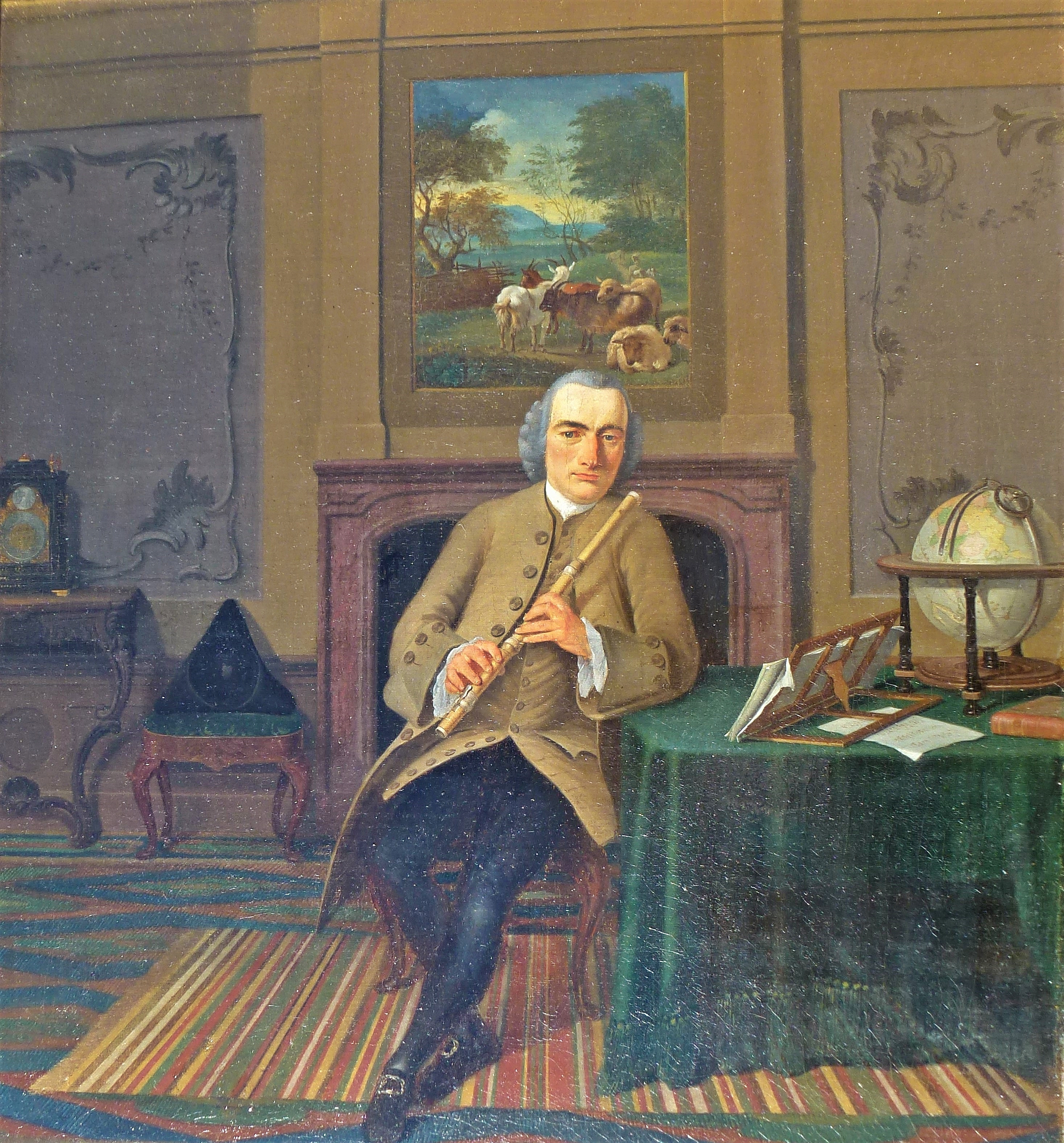
Dr Ferdinand Dejean, par Jacobus Buys, huile sur toile, après 1782, ©Baan Dong Bang Museum, Thailand.

La flûte traversière baroque, appelée aussi "traverso", située en organologie comme en iconographie entre la flûte Renaissance et la flûte classique et romantique, est un instrument en usage entre 1680 et 1800, pendant des périodes ou mouvements artistiques dénommés, selon les arts considérés et sans concordance chronologique entre eux, baroque, baroque tardif, rococo, siècle des Lumières, Empfindsamkeit, préclassicisme, Sturm und Drang, néoclassicisme, classicisme, préromantisme…
Facile à reconnaître en peinture, la flûte traversière baroque est faite en trois ou quatre parties, avec une clé. Elle se différencie ainsi de la flûte Renaissance, en une seule partie et sans clé, et de la flûte classique et romantique, toujours en quatre parties, mais avec un clétage plus développé.
Instrument de princes et de rois, de prestige pour l'aristocratie européenne, pratiquée par des protecteurs et mécènes d'artistes, instrument magique pour Mozart, symbole de l'amour dans les scènes galantes françaises collectionnées dans toute l'Europe, la flûte traversière a pris pendant le XVIIIe siècle une place rarement égalée par un autre instrument avant ou après elle dans l'histoire des arts.

## Peinture
Durant plus d'un siècle où les instruments étaient remisés dans des réserves, cachés dans des collections privées ou rangés dans les malles des greniers, et la musique tombée dans l'oubli, les gravures et tableaux ont été les seuls témoignages de la splendeur passée de la flûte baroque au XVIIIe siècle.
La classification ancienne hiérarchisée en "grand genre" (histoire, religion, mythologie), portrait et "genres mineurs" (scène de genre, paysage, nature morte, miniature), toujours acceptée au XVIIIe siècle, peut être utilisée pour les représentations picturales incluant une flûte traversière baroque.

### Peinture religieuse, mythologique et historique
La peinture d'histoire, religieuse ou mythologique, est le genre noble du Grand Siècle, dont le prestige s'estompe au cours du Siècle des Lumières. Alors que Watteau renouvelle la peinture d'histoire avec ses premières fêtes galantes, les rares sujets religieux et mythologiques musicaux perdent leur signification et ne sont plus considérés que comme « concerts » ou « leçons de musique ». 
L'art religieux idéalisé du XVIIIe siècle reste éloigné du réalisme pictural : dans les nombreuses figures d'anges musiciens, les flûtistes ne font que serrer des instruments grossièrement stylisés. Une représentation de sainte Cécile, patronne des musiciennes et des musiciens, par Johann Martin Heigl (de) (1764) est l'une des moins défavorisées de ce point de vue. Quelques autres tableaux évoquant la sainte, avec son regard tourné vers le ciel, offrent une représentation plus fidèle de l'instrument contemporain, à savoir la flûte française de Hotteterre, avec ses viroles et cabochon en ivoire caractéristiques ; c'est le cas du Concert de Pierre-Jacques Cazes, en plusieurs versions ,, et de Music Party de Philippe Mercier.
Les peintures mythologiques avec flûte baroque ne sont pas fréquentes. Alors que l'on n'imagine pas le dieu Pan avec un autre instrument que la flûte qui porte son nom, Orphée, selon les époques, se voit échanger sa lyre avec un luth, une harpe, un violon, une viola da braccio ou une viole de gambe, mais pas avec une flûte. Un tableau de Jacques François Courtin, du Musée Dobrée de Nantes, connu comme Le Concert par l'estampe correspondante de Jean Baptiste Haussard, représente Marsyas de Phrygie, premier joueur de flûte de l'Histoire, à la cour de la déesse Cybèle : par ses mélodies, il enchante les paysans, une jeune fille qui lui apporte des fleurs, et son compagnon coiffé du bonnet phrygien. Le flûtiste phrygien est également présent dans un tableau d'un suiveur de Courtin illustrant la rencontre à Nysa de Marsyas et Bacchus, lui sous les traits d'une toute jeune ménade.

### Portrait
Des flûtistes renommés ont été portraiturés avec leur instrument : Hotteterre sur une gravure de Bernard Picart, La Barre avec une flûte début de siècle, Buffardin, Devienne par Jean-Baptiste-Claude Robin (longtemps attribué à David), Tromlitz par Daniel Caffé, Kleinknecht pastellisé par Alexandre Roslin… Il y a aussi le tableau d'André Bouys, Réunion de musiciens de la Chambre du Roi, où l'on identifie La Barre (debout) et Hotteterre (avec une flûte en ivoire) en compagnie de trois autres personnages, dont un flûtiste et un gambiste, dont les identités restent discutées.

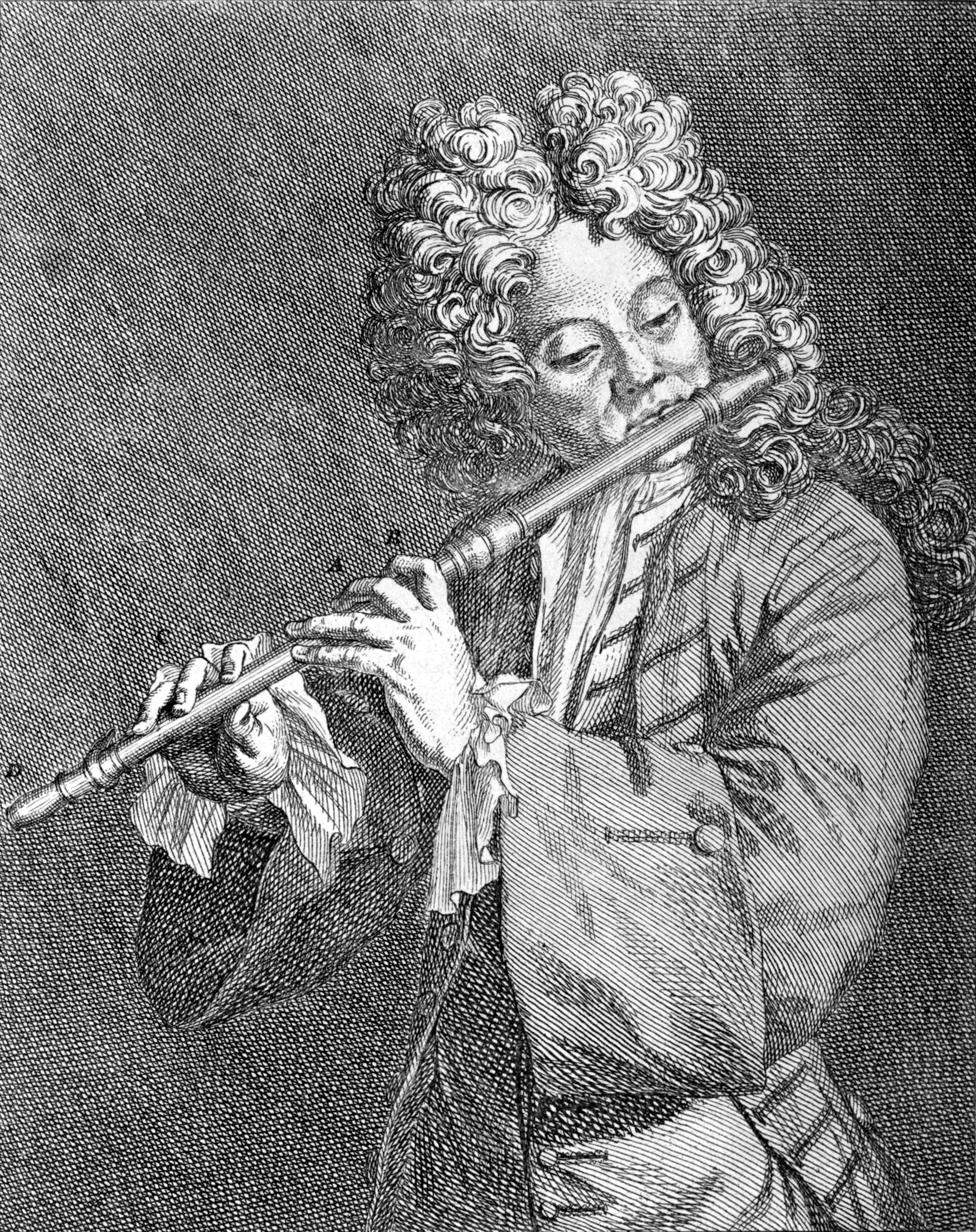
J.-M. Hotteterre par Bernard Picart (1707)
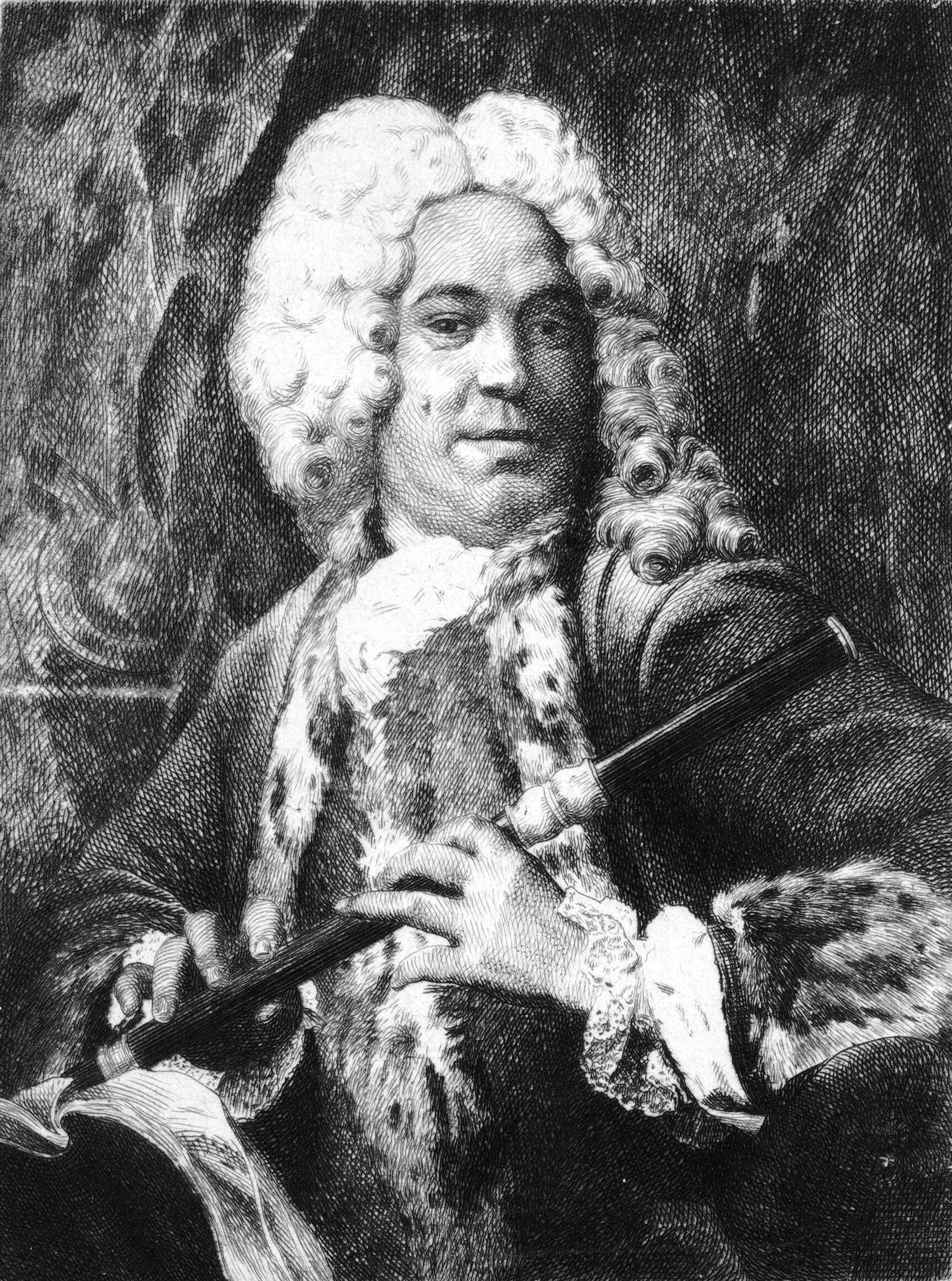
Michel de La Barre (auteur inconnu) (1740 ?)
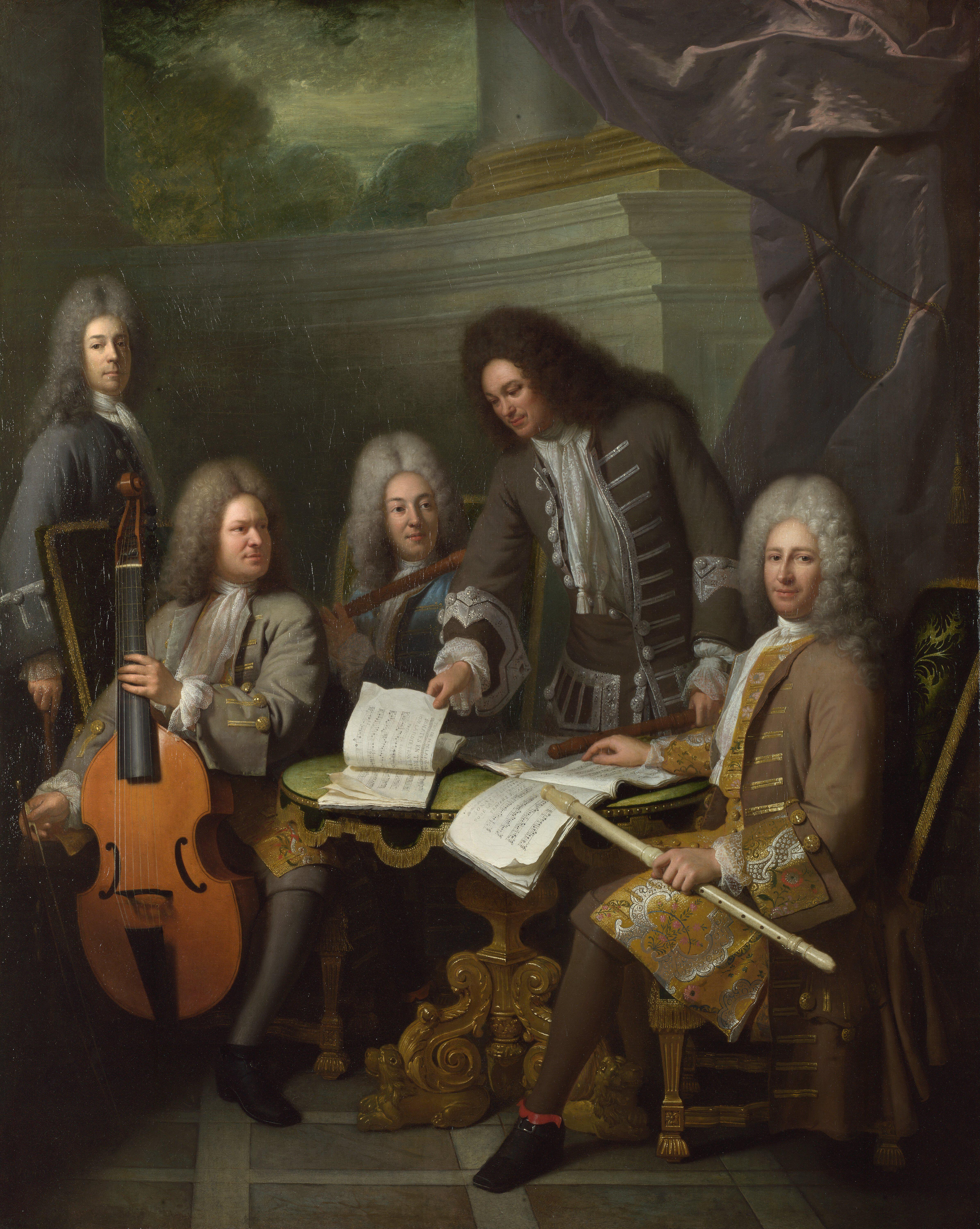
Réunion de musiciens par André Bouys (c.1710)
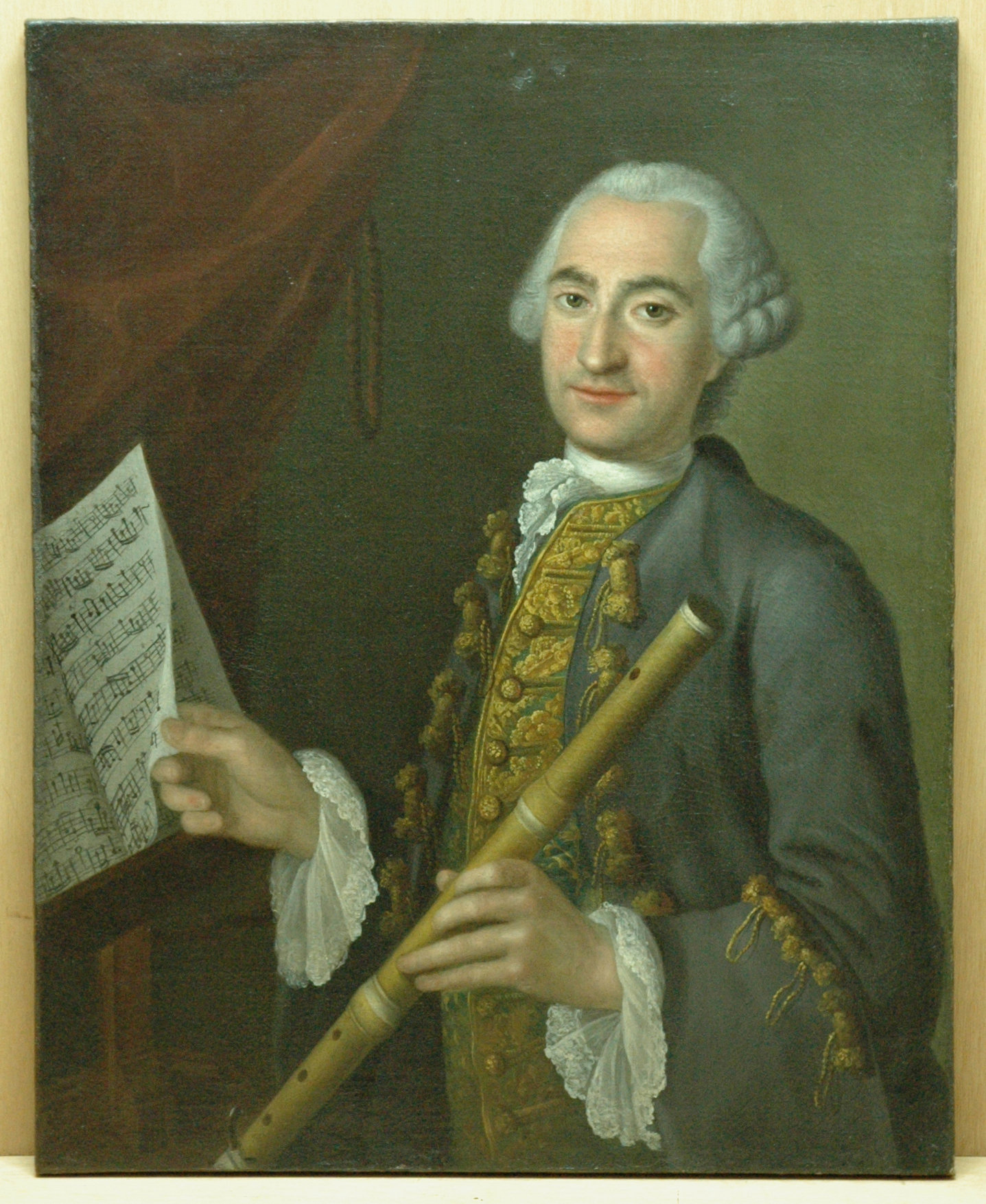
P.-G. Buffardin (auteur inconnu)
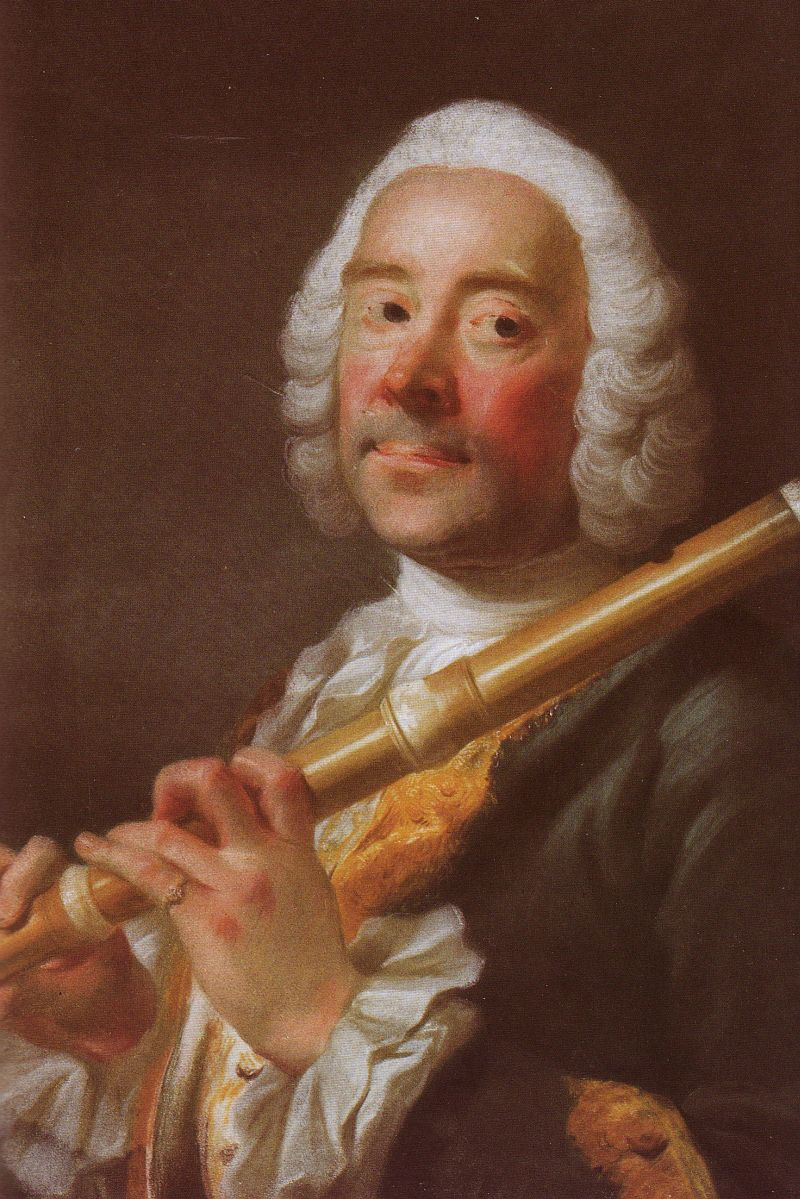
J.F. Kleinknecht par Alexandre Roslin (c.1747)
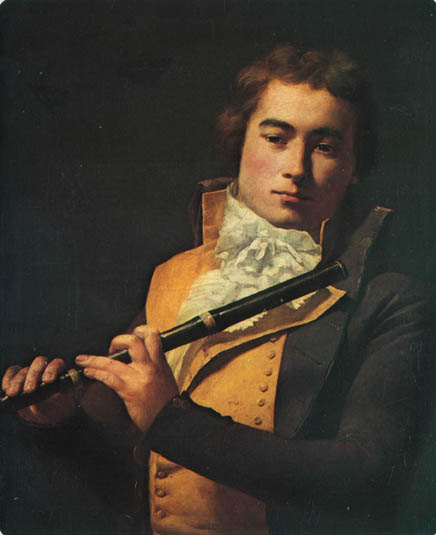
François Devienne par J.-B. Robin (c.1792)

Deux personnages célèbres de Potsdam ont été représentés à plusieurs reprises flûte en main : le grand virtuose et compositeur Johann Joachim Quantz, inventeur de la clé de mi bémol, par Francesco Solimena (c.1725), Johann Friedrich Gerhard (Gerard) (da) (c.1741) et Johann Heinrich Franke, et son royal élève Frédéric II de Prusse, celui-ci seulement après sa mort, par Peter Haas (avec flûte et tricorne), Carl Röchling et surtout Adolph Menzel, qui après des gravures sur bois, a peint en 1852 le célèbre Concert à Sanssouci, avec le roi Frédéric II à la flûte.

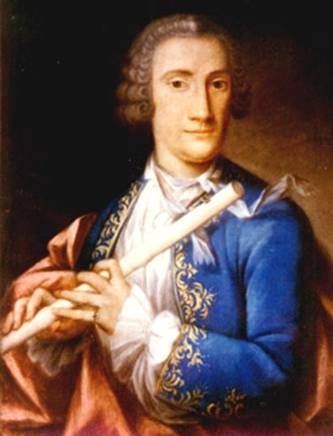
J.J. Quantz (auteur inconnu)
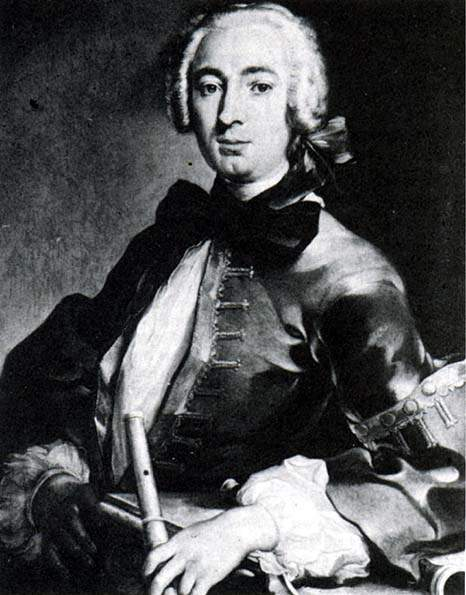
J.J. Quantz par F. Solimena (1725)
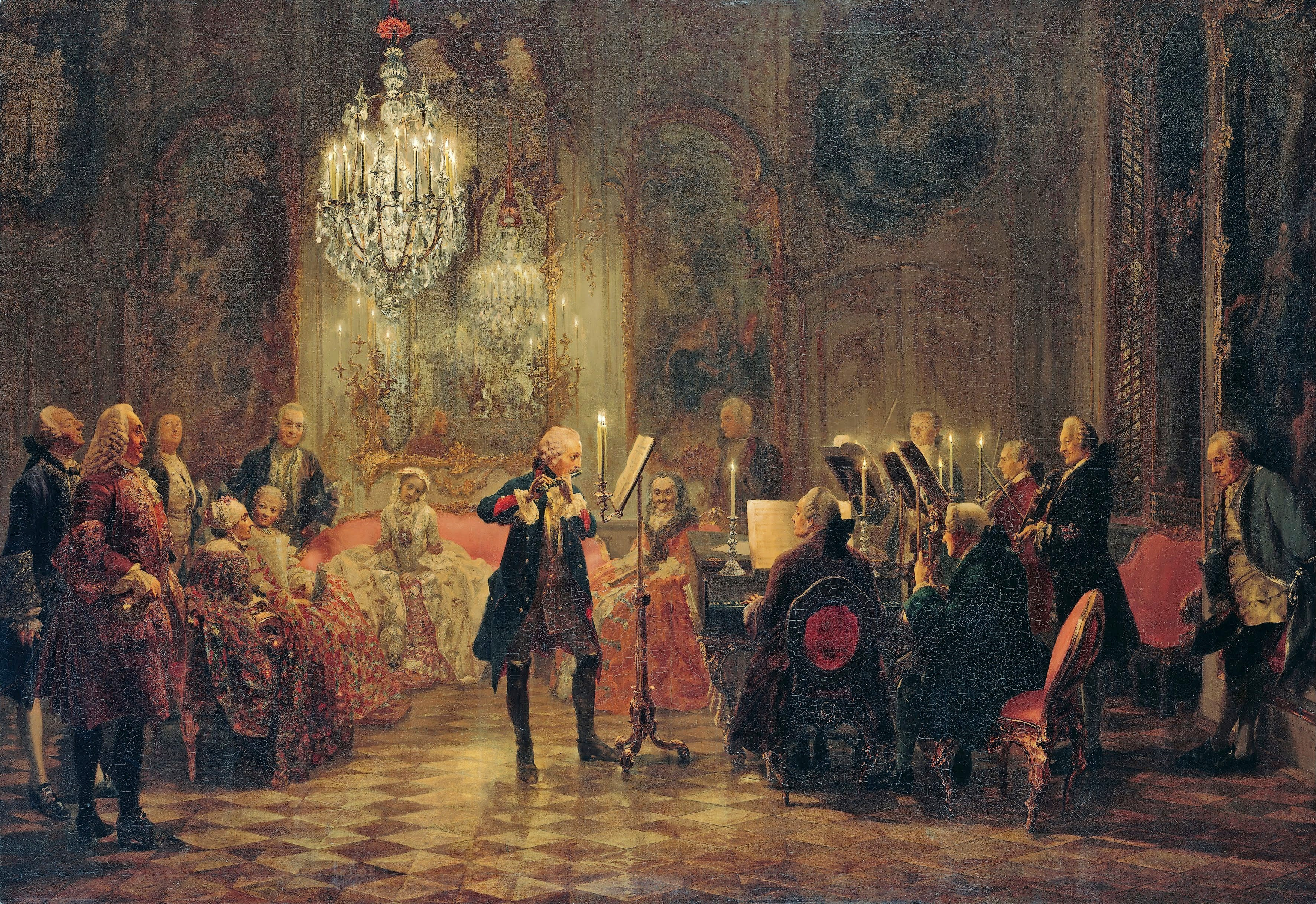
Adolph Menzel : Concert de flûte de Frédéric II au palais de Sanssouci
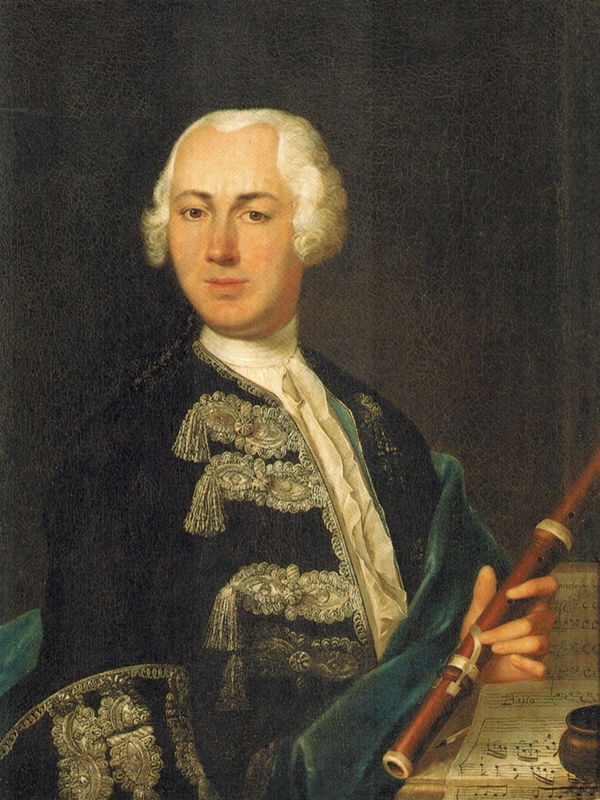
J.J. Quantz par J.F. Gerhard (c.1741)
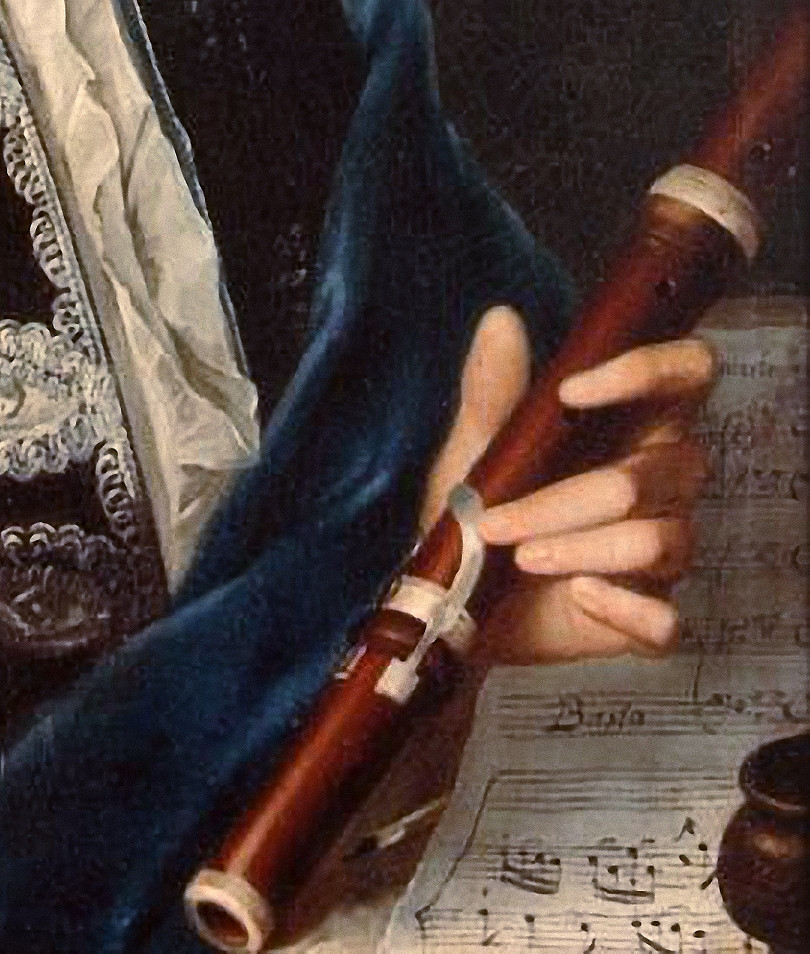
La deuxième clé (mi bémol) de la flûte de Quantz

Lorsqu'ils pratiquaient la flûte, des nobles et notables tenaient à figurer avec leur instrument, comme le prince Charles Théodore avec sa flûte de Thomas Lot, par un peintre non identifié (Brandt ?) et par Johann Georg Ziesenis, le fermier général De La Pouplinière par Carle van Loo, Isaak Franz Egmont von Chasot (de), émigré français ami de Frédéric II, le colonel et futur parlementaire William Wollaston par Gainsborough… Un tableau signé par Jacobus Buys peint après 1782 et redécouvert en 2015 en Angleterre, riche de signes et symboles, révèle le docteur flûtiste Ferdinand Dejean, ce mystérieux “Hollandais des Indes” de Mozart, mécène et prédécesseur en franc-maçonnerie du compositeur,.

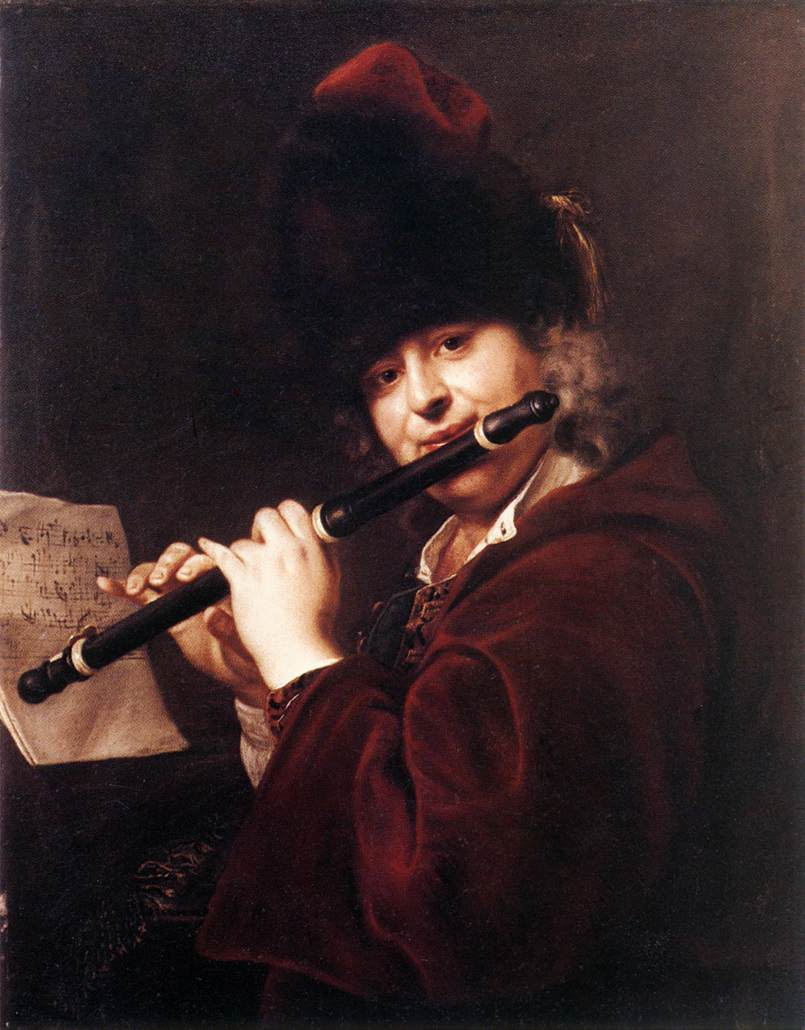
Jan Kupecký : F.J. Lemberger, c.1710
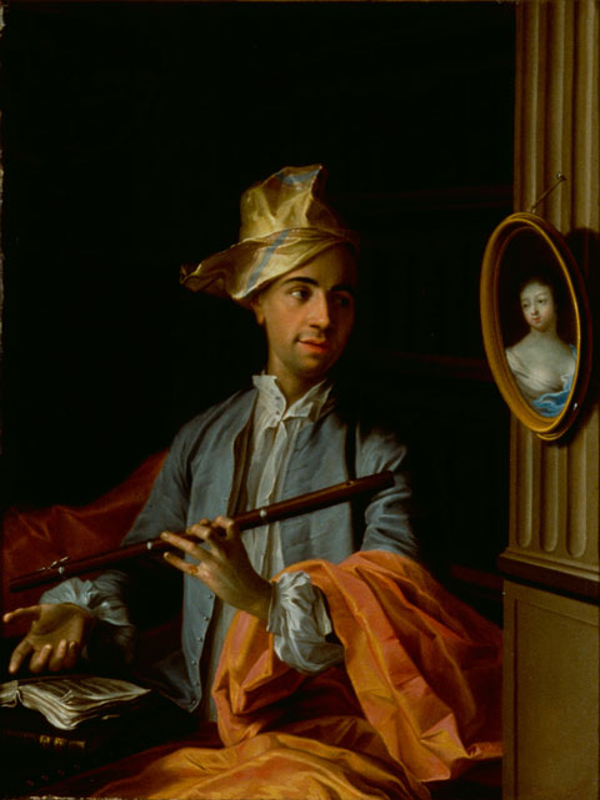
Carle van Loo : M. de La Pouplinière, 1739
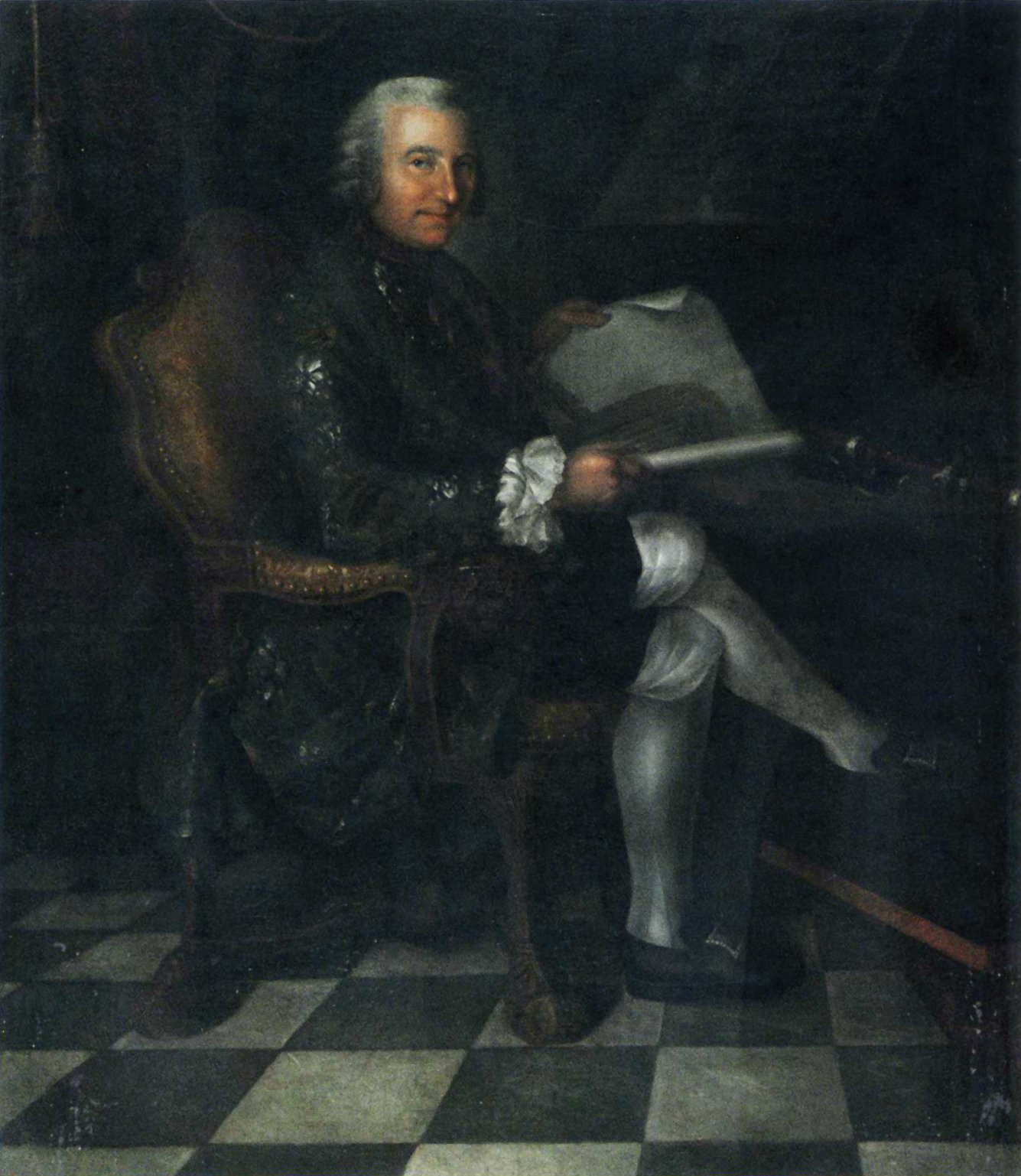
école d'Antoine Pesne : Vicomte de Chasot, c.1750
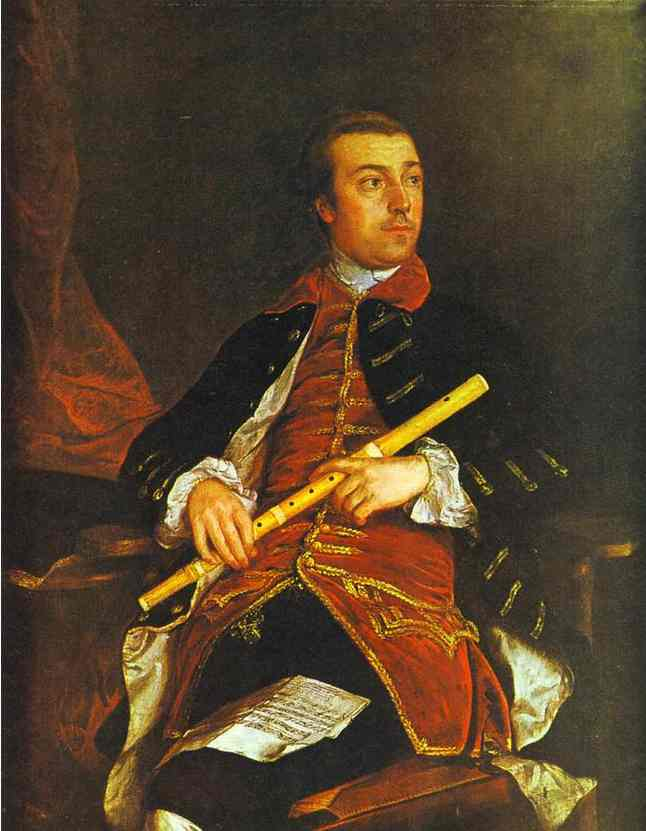
Gainsborough : W. Wollaston, 1758
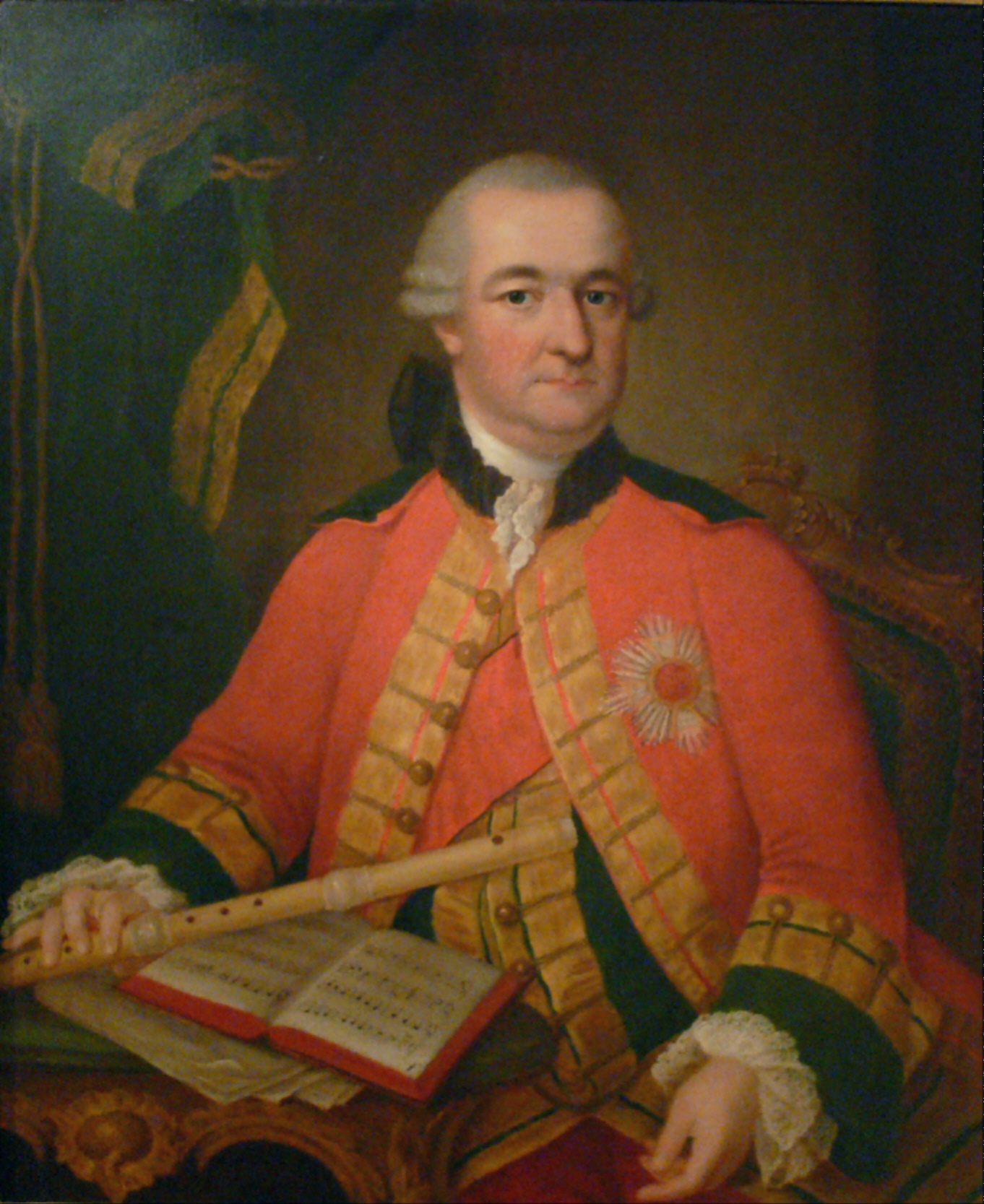
Charles-Théodore de Bavière, 1770

Instrument joué par des ducs, des princes et des rois, la flûte traversière apparaît dans des portraits de familles de l'aristocratie. Jean-Gaspard Weiss, professeur de flûte de plusieurs aristocrates anglais, se fait aussi représenter en famille.

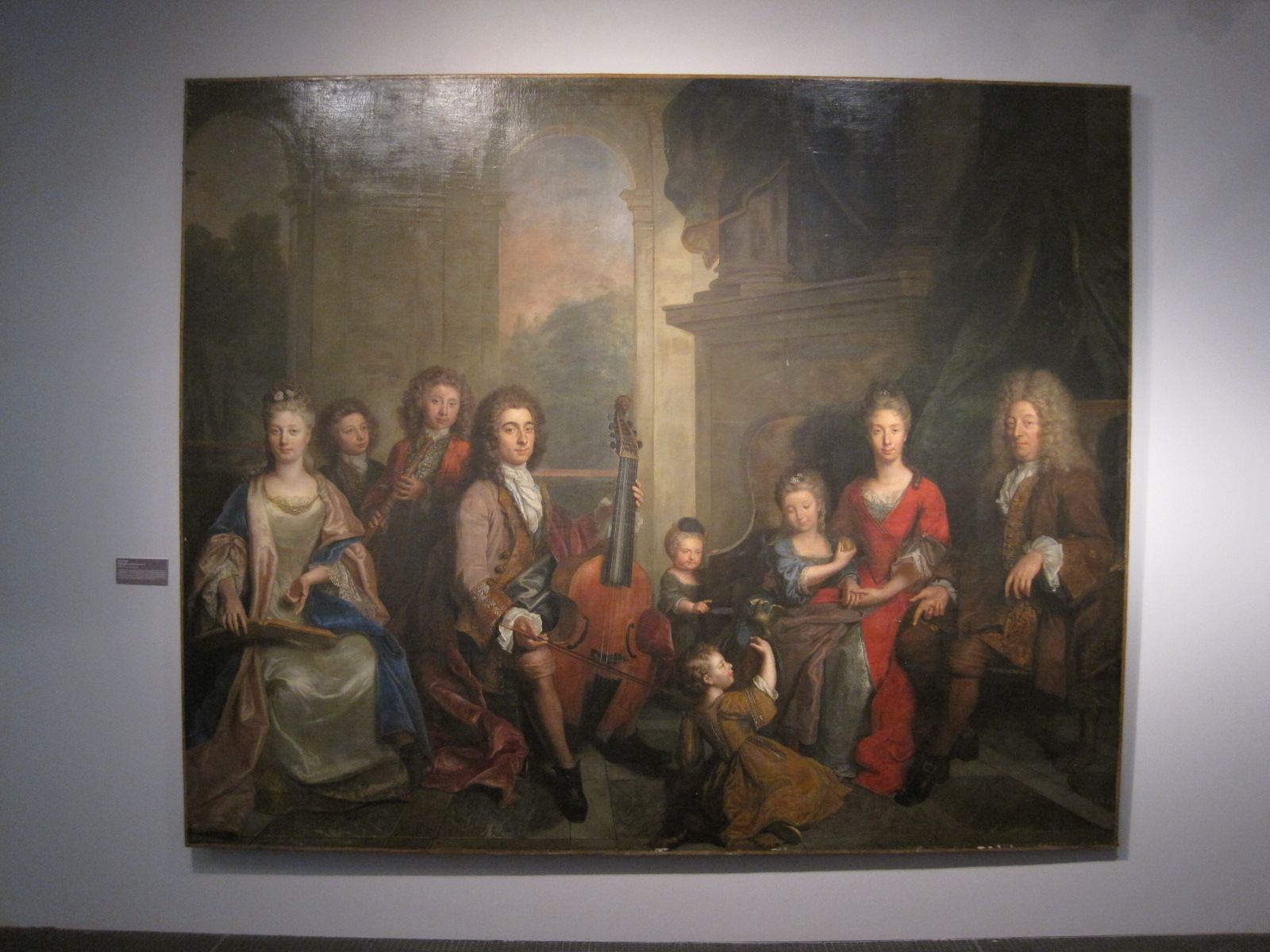
Nicolas de Largillierre : Portrait de la famille Boutin de Vaussigny, c.1713
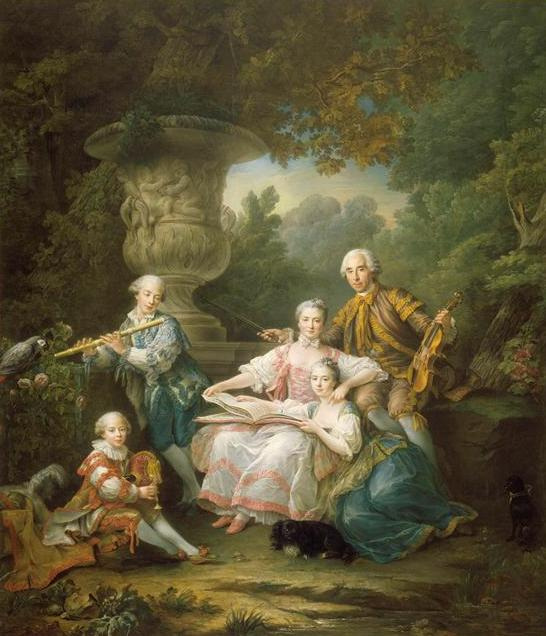
F.H. Drouais : Le Marquis de Sourches et sa famille, 1756
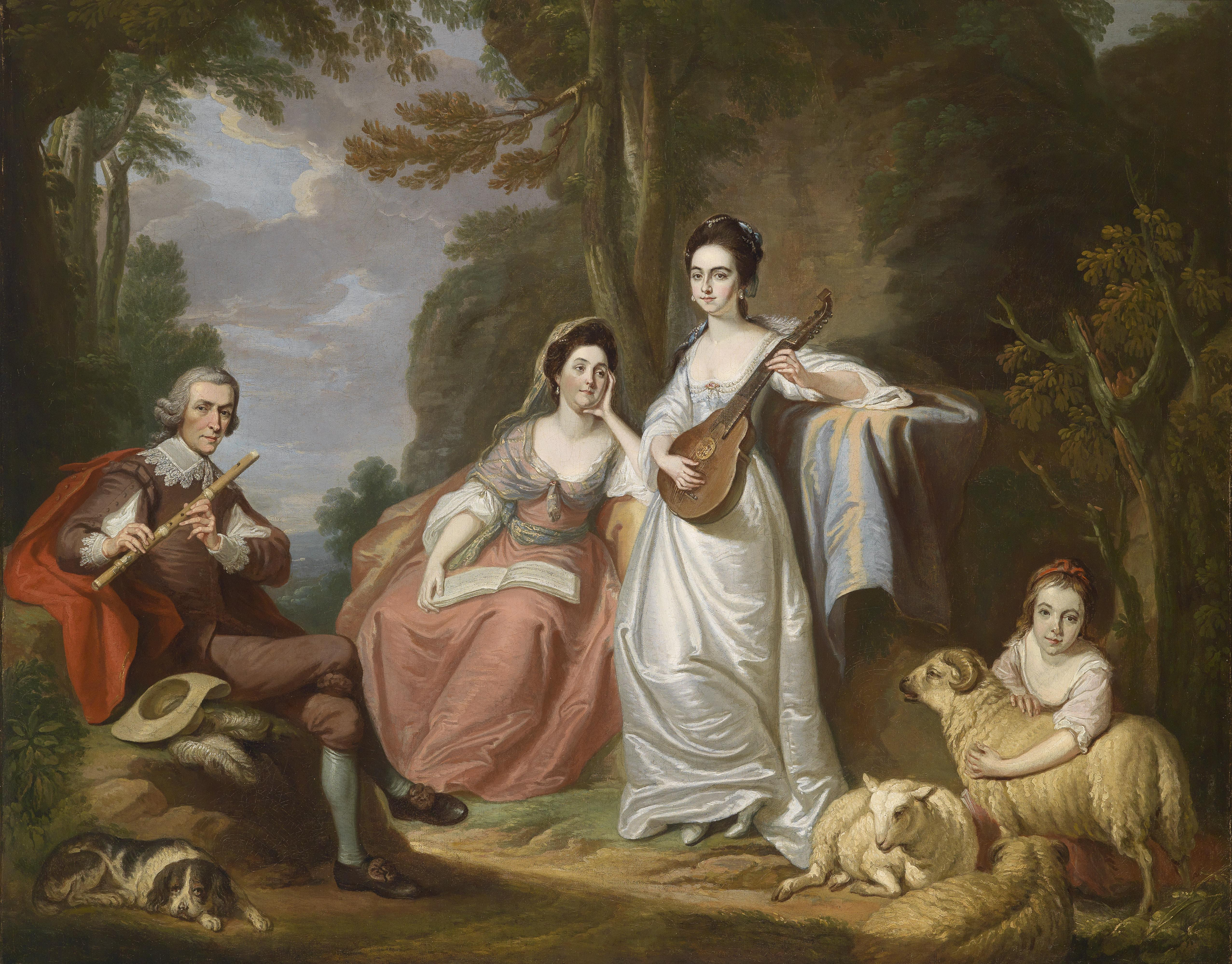
Robert Edge Pine : Group portrait of the Burdett family, 1770
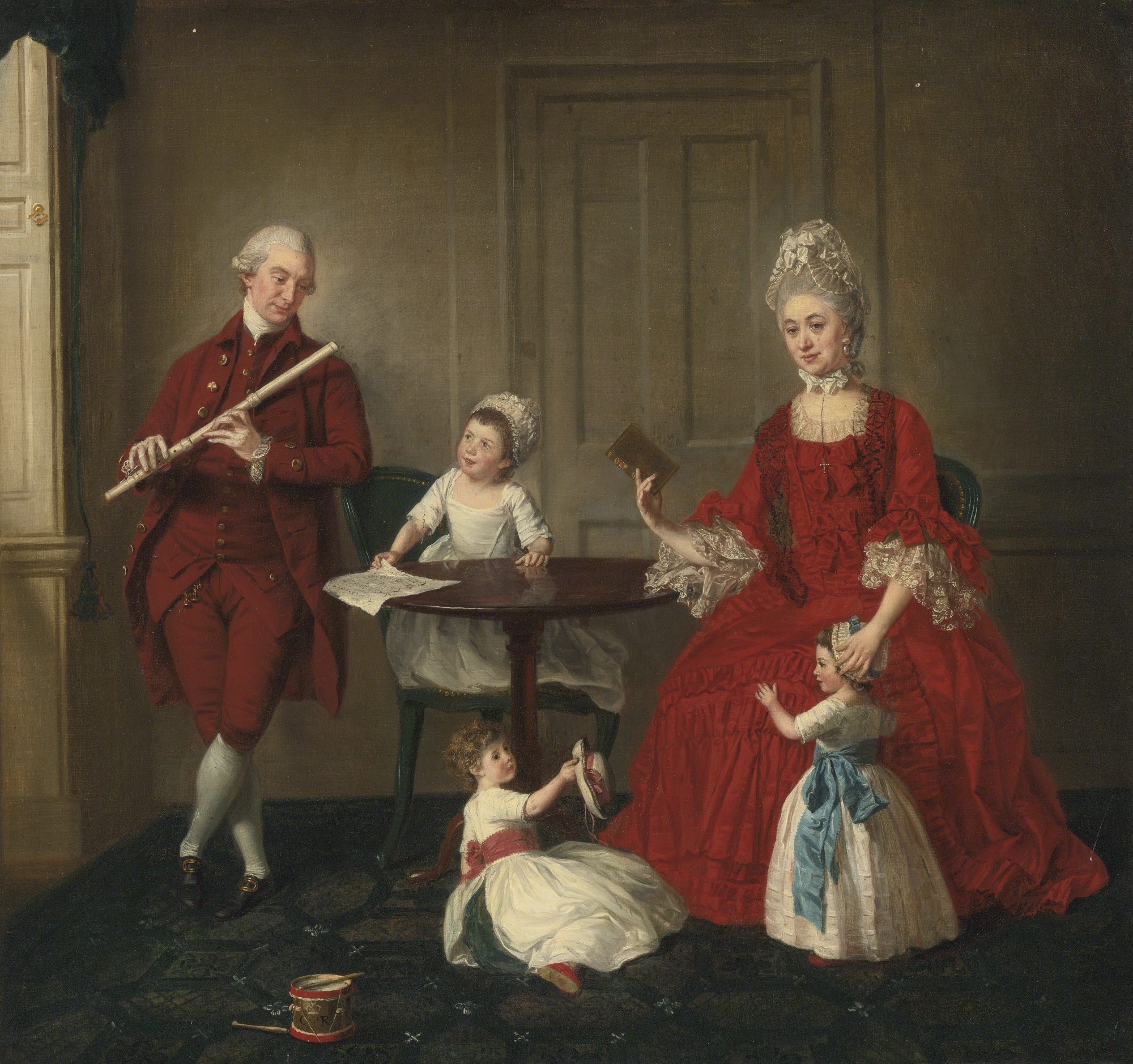
Johann Zoffany : Mr. et Mrs. James Blew et leurs enfants

Bien plus nombreux sont les portraits de flûtistes, pour la plupart amateurs, peu connus ou anonymes, qui, en dehors de l'originalité ou des qualités picturales, ont aussi un intérêt organologique et musicologique :
- Louis-Gabriel Blanchet (1705-1772) : Portrait de James Grant of Lettok (1760)[15] ; Le joueur de flûte[16]
- Alexis Grimou : Le joueur de flûte (1715)[17]
- Jan Kupecký : Portrait de Josef Lemberger (c.1710)
- Pierre Le Sueur (1724-1786) : Portrait de flûtiste vêtu à l'orientale (1747)[18]
- Louis-Michel van Loo (1707-1771) : Le joueur de flûte traversière
- Philippe Mercier (attribution) : Joueur de flûte traversière (on remarque la parfaite restitution de la position des doigts et de la belle flûte en ébène à viroles d'ivoire et clé en argent)[19]
- Henri Millot : Portrait d'un flûtiste (1720)[g]
- Martin Ferdinand Quadal : Portrait de Henry Clemetshaw (1753-1821), organiste et flûtiste aveugle (1777)[20]
- George Romney : Portrait de Francis Lind (avec une flûte Simpson en ivoire), c.1775-76[21]
- Gaspare Traversi : Portrait d'un flûtiste[22] ; Un jeune homme jouant de la flûte[23] ; Portrait d'un jeune musicien jouant de la flûte[24]
- Antoine Vestier : Flûtiste[25] ; Portrait d'un jeune musicien tenant une flûte[26]
- Johann Christoph Weigel (de) (1661-1726) : gravure Travers-Flaute, faisant partie du recueil Musikalisches Theatrum, Nuremberg, 1715-1725[27]
- Joseph Wright of Derby : « Mr. et Mrs. William Chase, dans un intérieur près d'une fenêtre, elle tenant un oiseau » (1760)

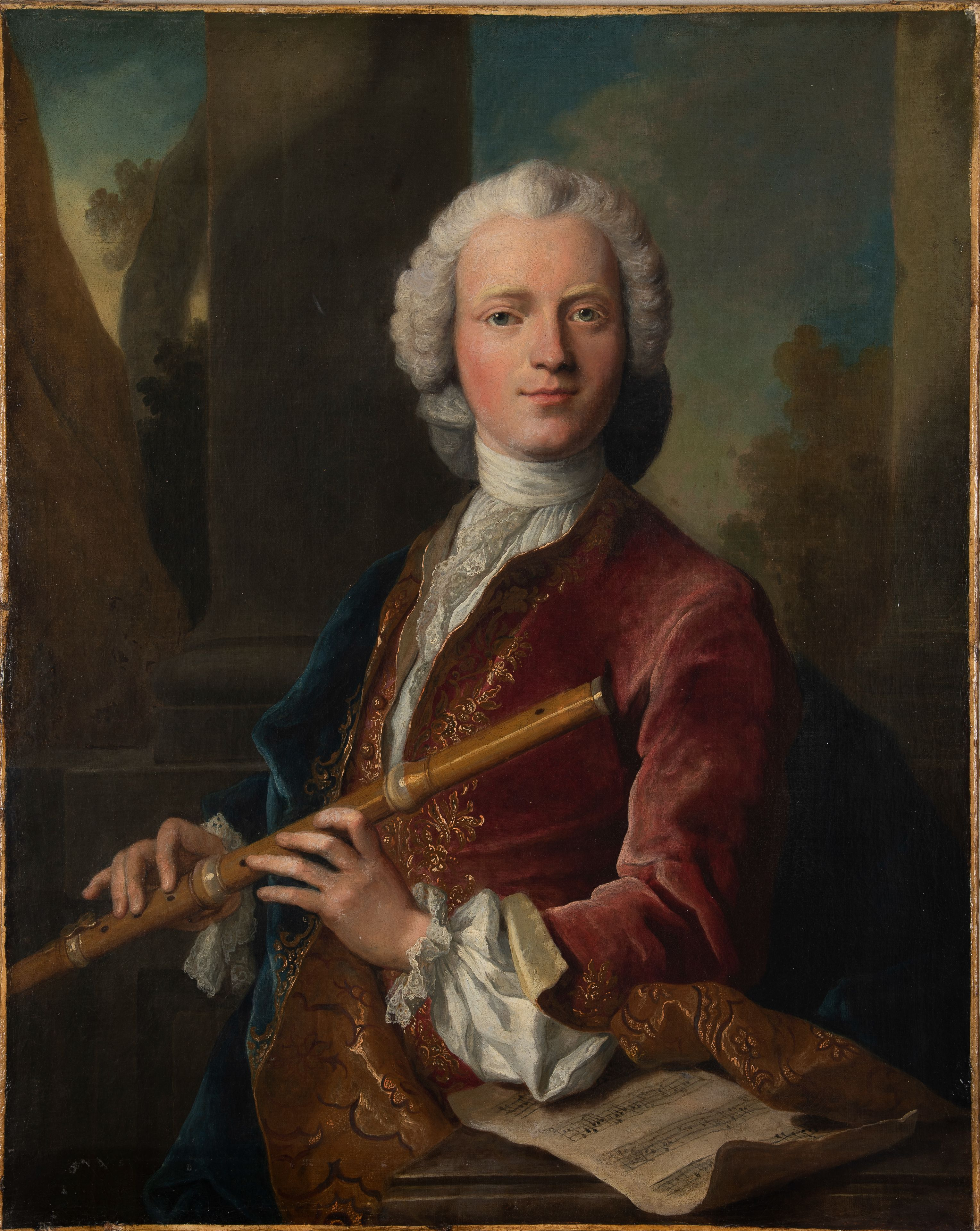
Henri Millot : Flûtiste, 1720
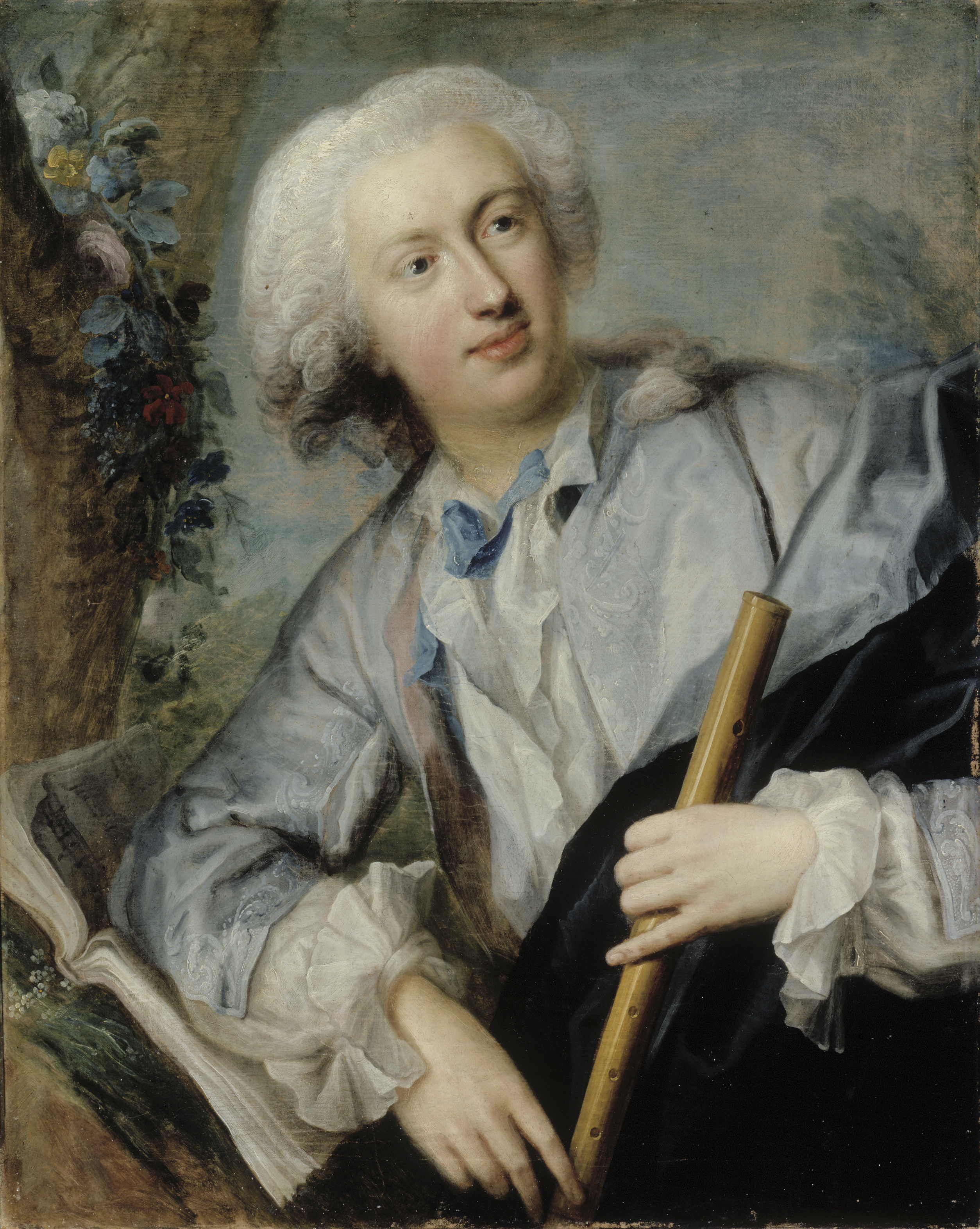
Lorens Pasch l'aîné : Flûtiste
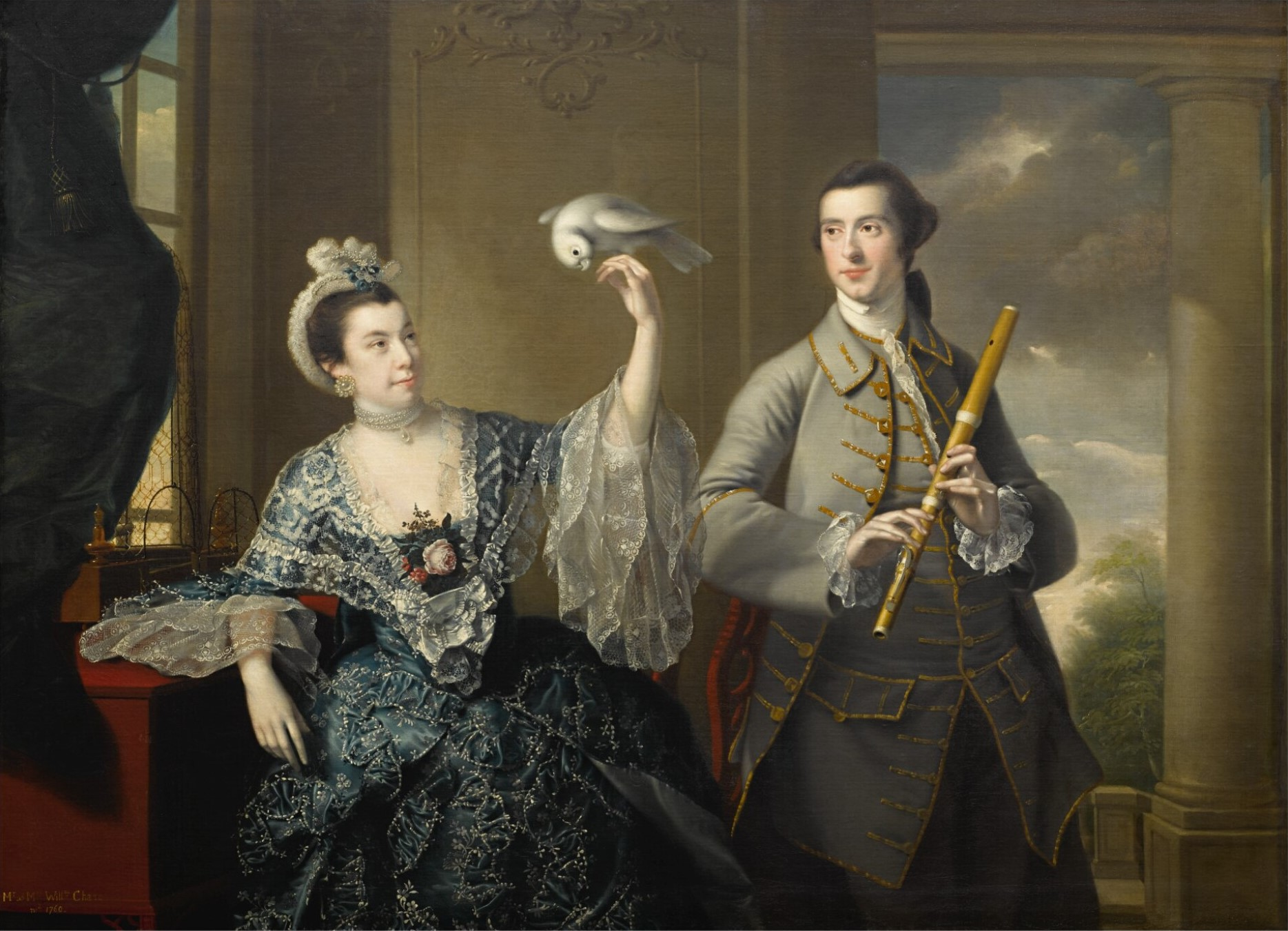
Joseph Wright of Derby : Mr. and Mrs. William Chase, 1760
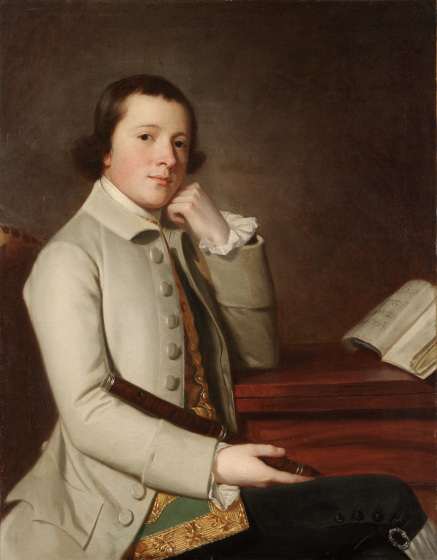
George Romney : Young Man with a Flute, c.1765-1770
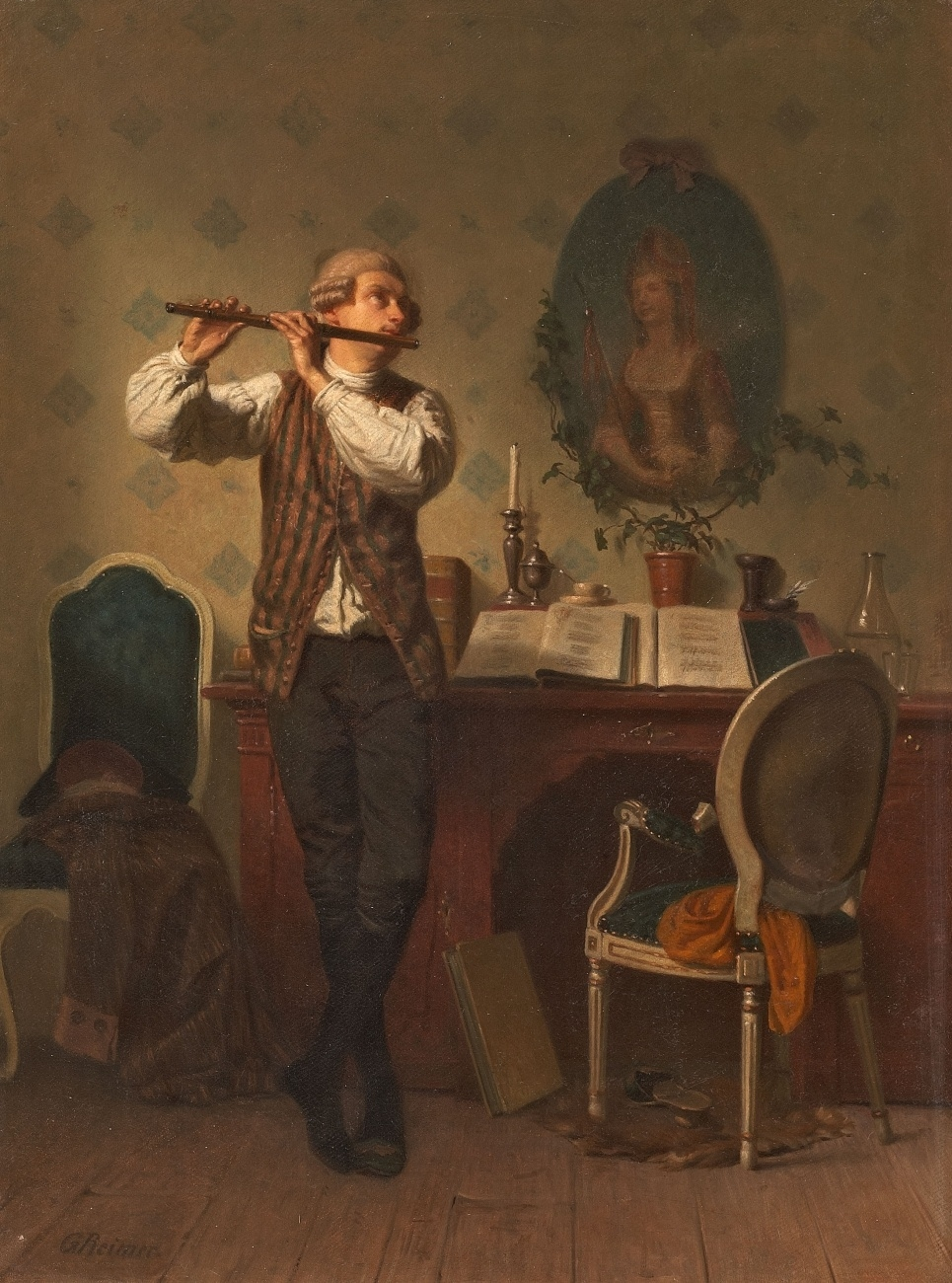
Georg Reimer : Der Flötenspieler

Quelques scènes de genre du XIXe siècle, proches du portrait, montrent que l'ancien instrument n'est pas encore tout à fait oublié. Ernest Meissonier, dans une de ses reconstitutions du XVIIIe siècle qu'il affectionne, met dans les mains de son Joueur de flûte un traverso d'époque en buis à une clé. Son goût pour l'époque de Louis XV est partagé par Prudent-Louis Leray, auteur d'une séance mettant en scène traverso, clavecin et violoncelle. La démarche artistique est la même pour Interieur mit Flötenspieler im Rokoko-Kostüm de Georg Reimer (de) (1828-1866), qui y ajoute un peu de l'humour et de la Gemütlichkeit du Biedermeier. 
Dans une petite scène enfantine illustrée par le peintre romantique américain Seymour Joseph Guy (en) (1824-1910), c'est un jeune garçon qui joue un traverso d'ébène, un peu grand pour lui. Deux variétés de flûtes baroques plus courtes, dites flûte “tierce“ et flûte “quarte“, utilisées dans certaines œuvres musicales pour leurs tonalités de fa et de sol, l'une visible sur un portrait de Quantz (à moins qu'il ne s'agisse d'un piccolo), ont l'avantage d'être plus adaptées aux enfants : on les voit sur deux tableaux de Giandomenico Tiepolo et John Opie.

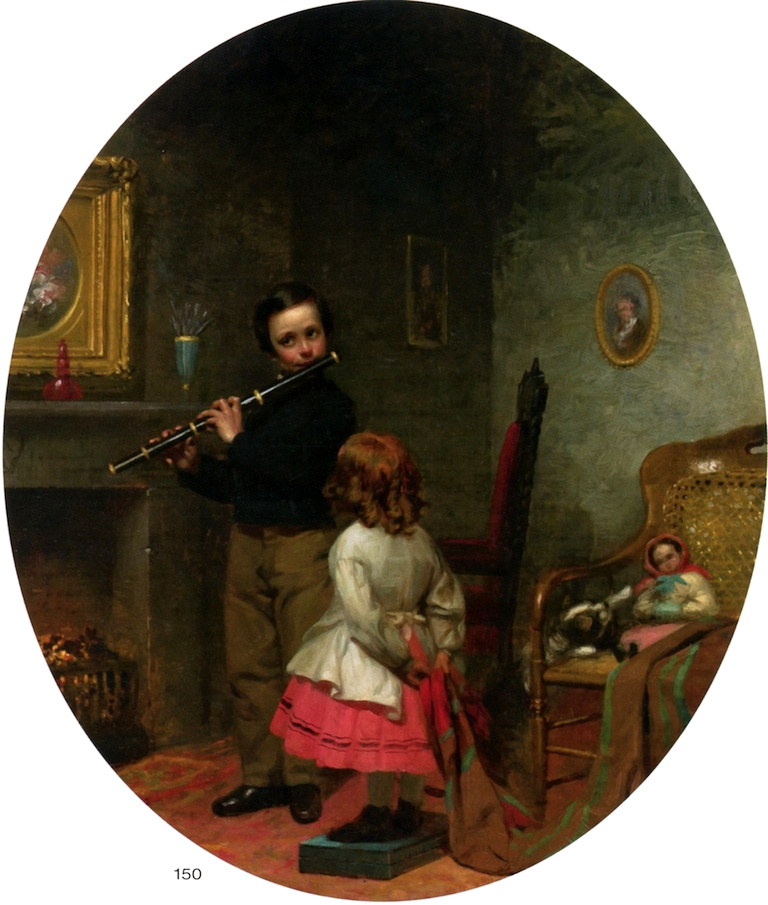
Seymour Joseph Guy : The Young Flautist
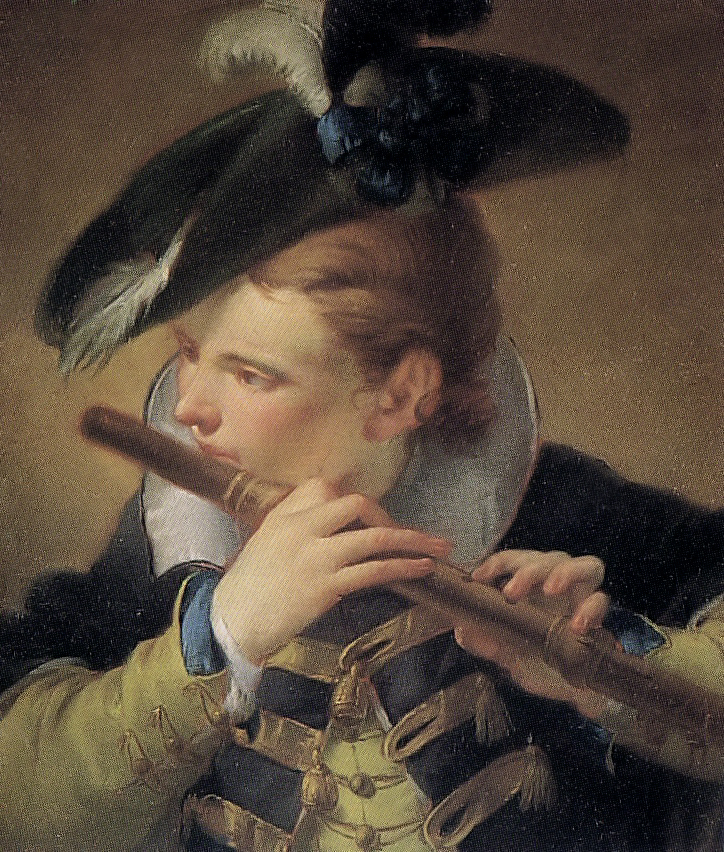
Giandomenico Tiepolo : Il Pifferaio, 1770
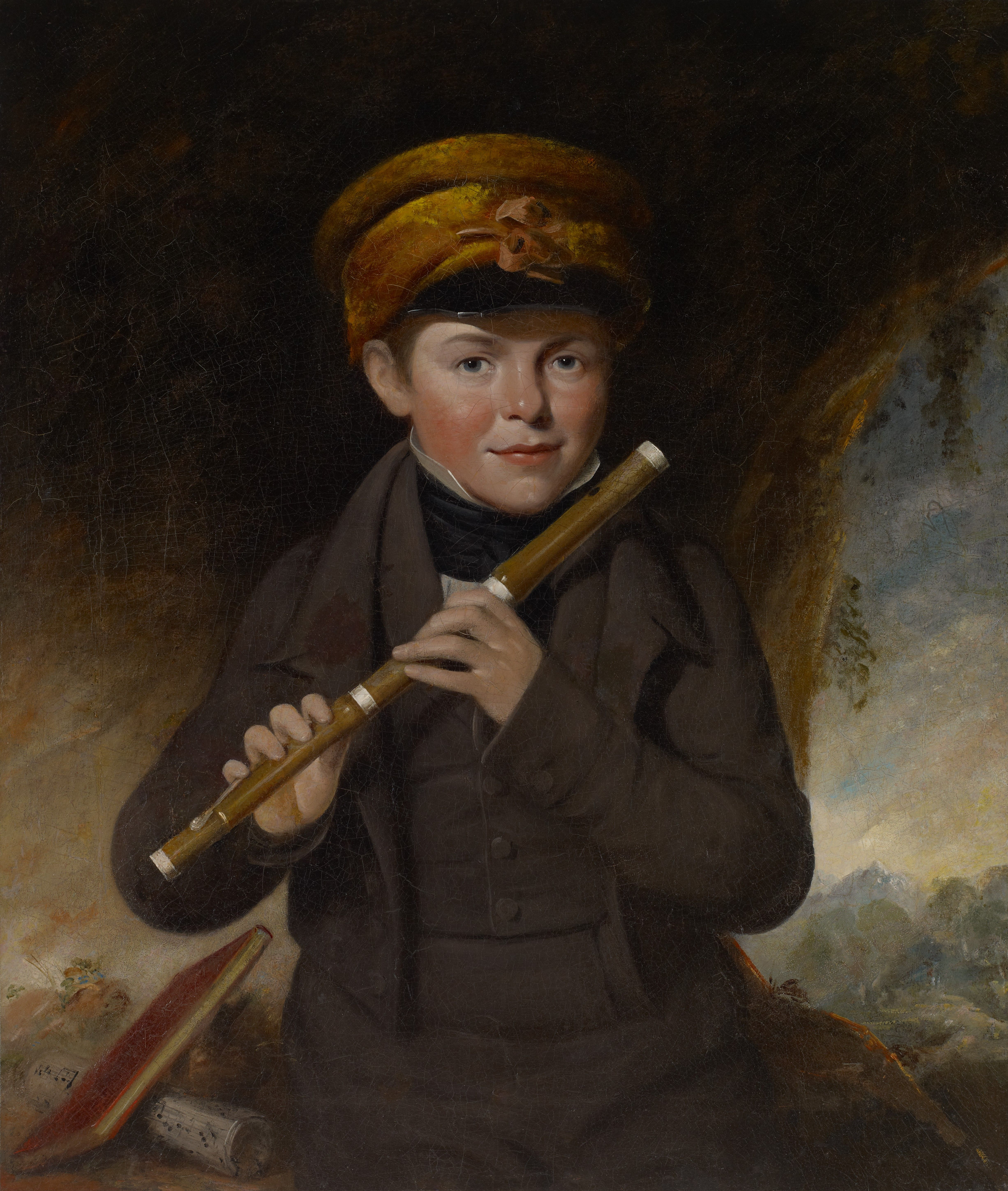
John Opie : John Gurney Jr, c.1797

### Scène de genre

#### Fête galante
Reconnu sous le terme officiel de fête galante par l'Académie royale de peinture et de sculpture pour la réception du Pèlerinage à l'île de Cythère en 1717, ce genre pictural spécifiquement français voulait alors se rapprocher de la peinture d'histoire. Son émergence au début du XVIIIe siècle coïncide avec la prééminence de la flûte traversière sur la flûte à bec et avec la renommée internationale des flûtistes de la cour de Versailles, dont Jacques-Martin Hotteterre, auteur de la première méthode pour l'instrument, diffusée dans toute l'Europe, puis du Concert Spirituel. Aussi n'est-il pas rare de rencontrer des joueurs de flûte traversière dans les nombreuses fêtes galantes et scènes champêtres d'Antoine Watteau, Nicolas Lancret, Jean-Baptiste Pater et leurs émules. Comme chez Cazes et Courtin, les flûtes sont d’abord de type Hotteterre, identiques à celle de la gravure de référence de Picart, puis plus tardivement, par exemple chez Jacques Sébastien Le Clerc, des flûtes en quatre parties.
Dans La déclaration attendue de Watteau (c.1716), au musée des Beaux-Arts d'Angers, la mélodie du flûtiste placé à l'arrière-plan se substitue à la flèche de Cupidon. Au chapeau près, ce flûtiste est identique à celui du Concert champêtre (c.1716) et à celui d'une étude antérieure. Dans L'Accord parfait (1719), une jeune femme tient une partition à côté d'un homme plus âgé qui joue de la flûte, tandis qu'un autre couple s'éloigne vers les bosquets environnants ; l'instrument est de type Hotteterre en buis, comme ceux que Watteau a croqués avec une grande exactitude dans ses carnets d'études. Ce tableau célèbre a fait l'objet de nombreuses copies et plagiats ; sur la gravure de Bernard Baron réalisée d'après l'original, le détail de la flûte apparaît plus nettement. Un guitariste accompagne le flûtiste dans Le Lorgneur (c.1716).
Comme Watteau, Nicolas Lancret faisait des croquis de flûtistes qui lui servaient ensuite pour ses tableaux. On trouve dans son œuvre plusieurs scènes musicales avec flûtiste, Danse dans le jardin, Le concert dans le parc, Par une tendre chansonnette, Mademoiselle Sallé… Le Duo (c.1730) existe en plusieurs versions, dont une au musée des Beaux-Arts de Lyon, avec un flûtiste qui déchiffre la partition tenue par une jeune femme,.

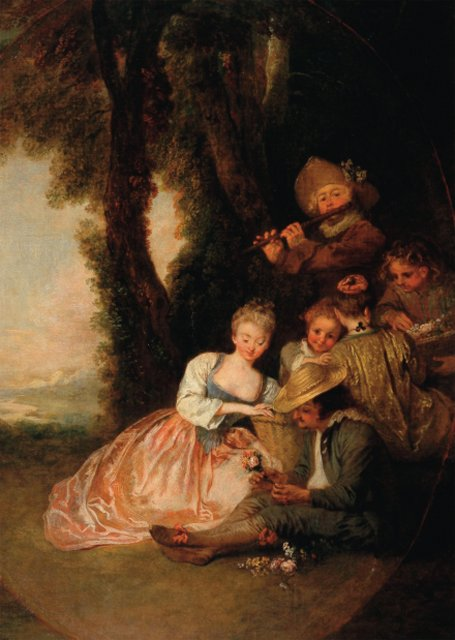
Antoine Watteau : La déclaration attendue
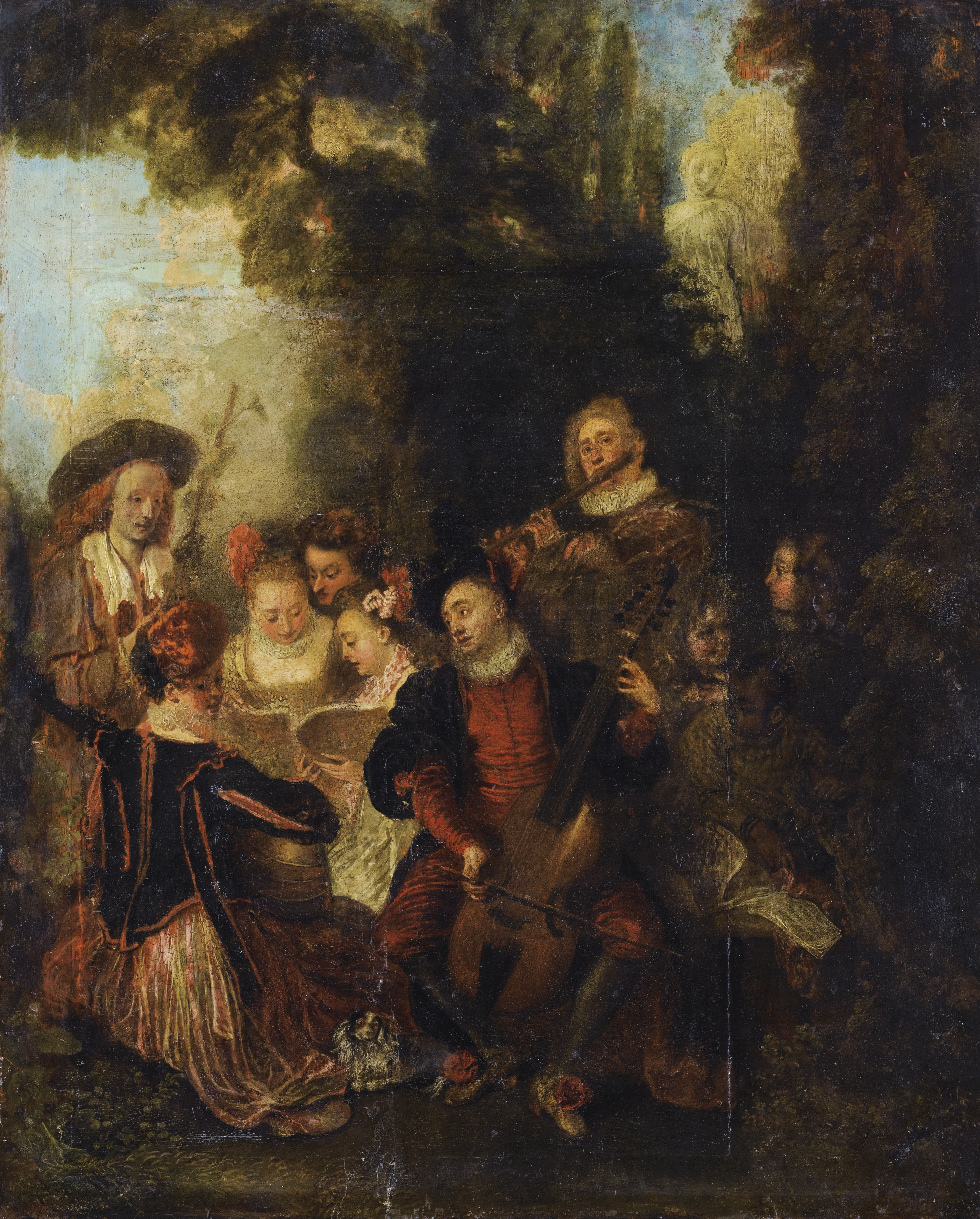
Antoine Watteau : Le concert champêtre
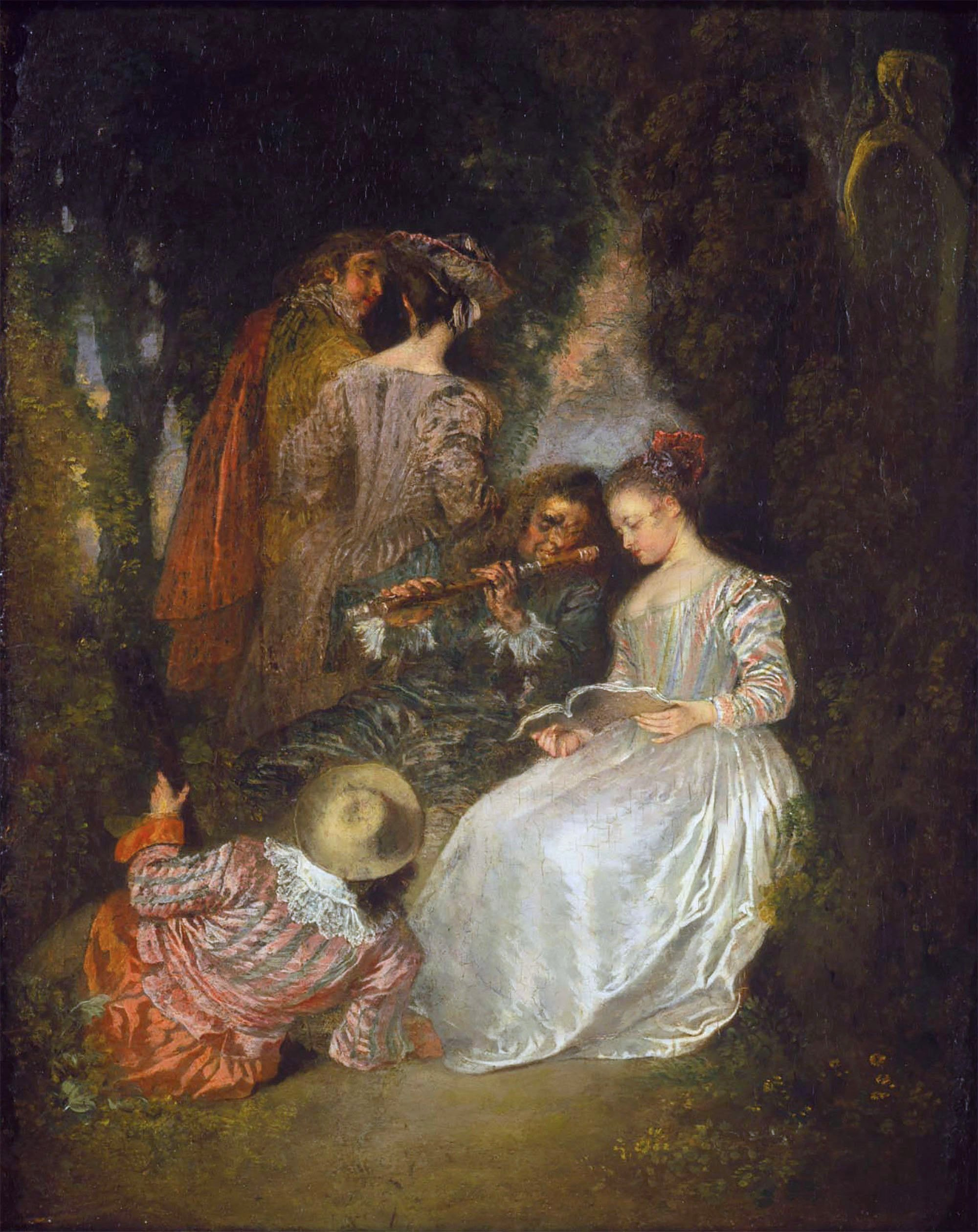
Antoine Watteau : L’Accord parfait
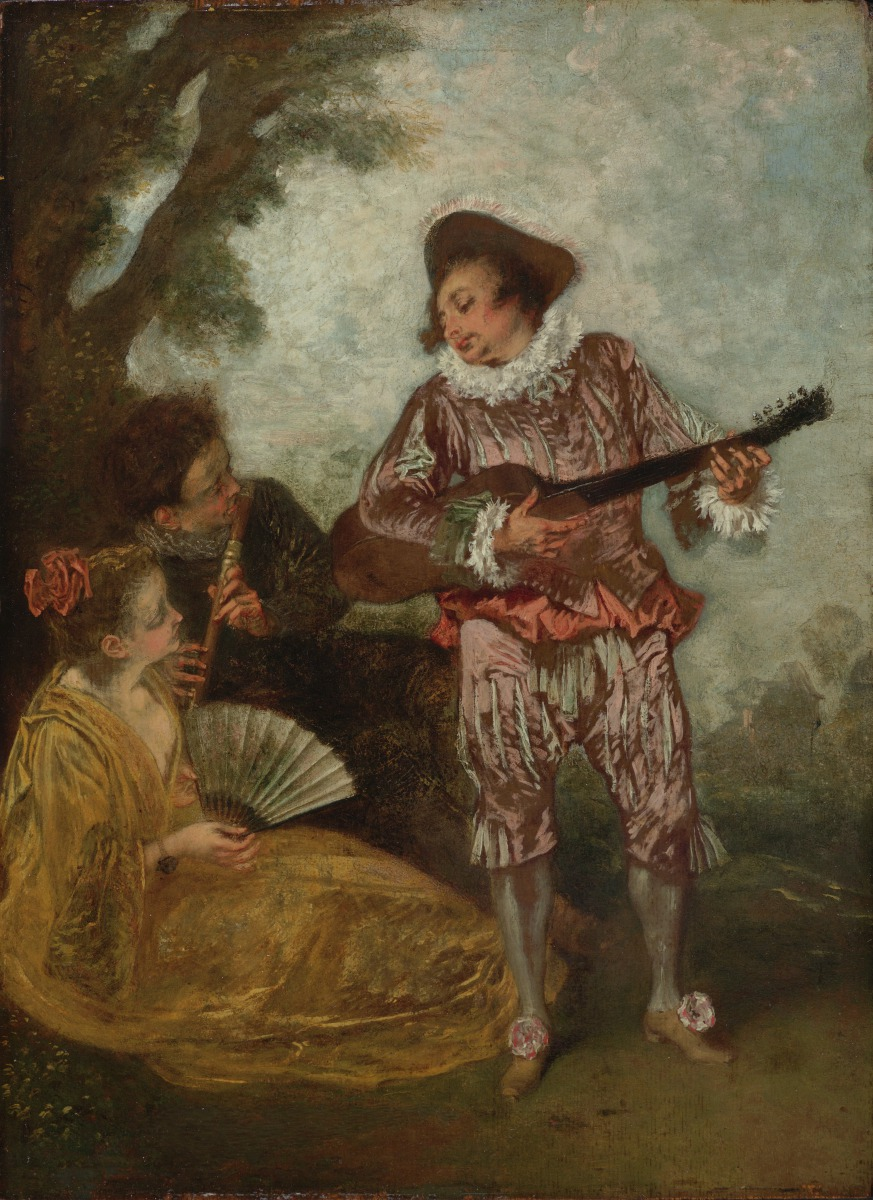
Antoine Watteau : Le Lorgneur
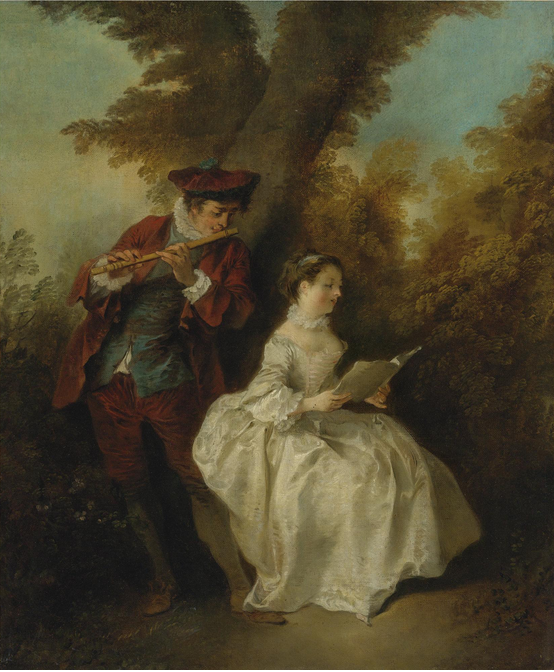
Nicolas Lancret : Le Duo

#### Satire sociale
Illustré par des peintres, des graveurs et des caricaturistes, l'aspect mondain de la pratique de la flûte traversière a d'abord été souligné par les chroniqueurs : dans son guide destiné aux voyageurs en visite à Paris, Joachim Christoph Nemeitz leur conseille de s'exercer à la musique car « cela donne l'entrée à un jeune homme dans le grand monde », et insiste sur la place de la flûte traversière, instrument qui, pour Hubert Le Blanc, « ouvre le cœur des dames et la porte des salons ». 
En écho au Lever du libertin, accompagné de clavecin, le quatrième tableau Le lever de la Comtesse de la série Le mariage à la mode de William Hogarth montre, parmi d'autres personnages ridicules, un chanteur et un flûtiste, réminiscence satirique des musiciens du Cabinet du Roi pour le lever du Roi Soleil.
La leçon de musique de Gaspare Traversi, auteur de plusieurs portraits de flûtistes,, et de scènes musicales, est réalisé dans sa veine satirique napolitaine : autour d'une musicienne se pressent des personnages d'allure grotesque, dont au premier plan Nicola Porpora (en rouge), auteur de la musique posée sur le clavecin. Seuls la jeune femme, visage de face et regard dans celui du peintre, et le flûtiste, peut-être le bien nommé Traversi lui-même, échappent à la caricature.
Bien que se situant au XIXe siècle, la répétition d'orchestre de Pompeo Massani (en) (1850-1920) présente un flûtiste jouant une flûte baroque.

William Hogarth : La toilette, c.1743
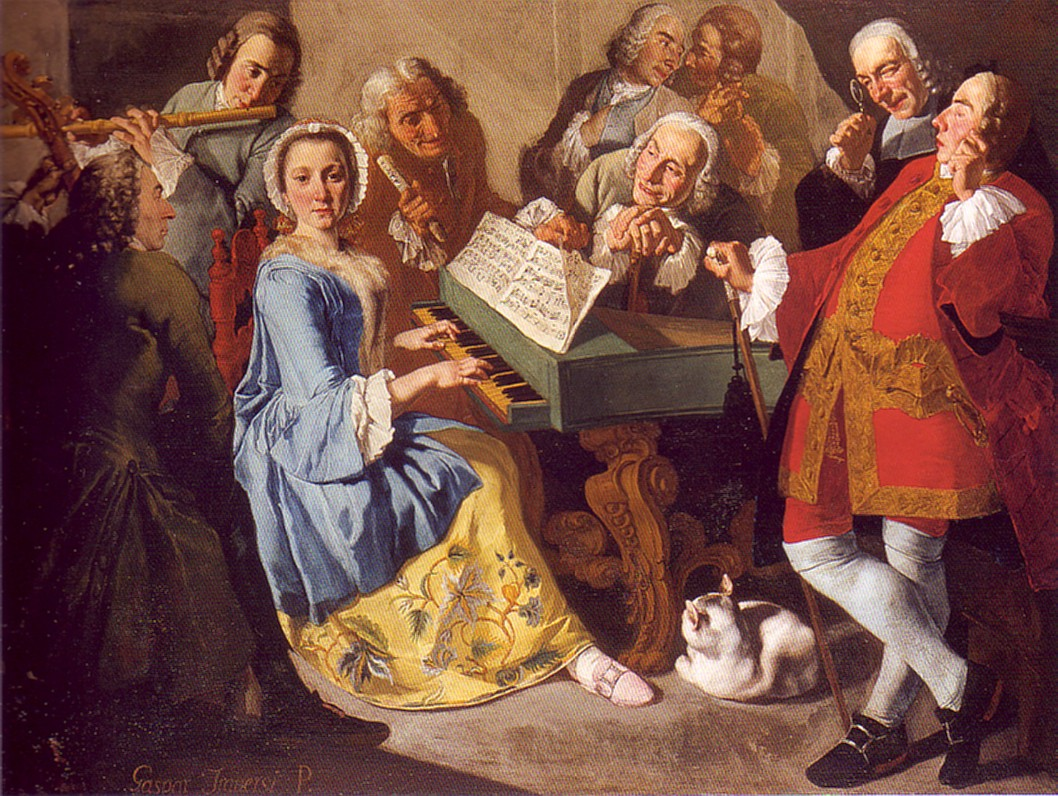
Gaspare Traversi : La lezione di musica, c.1750
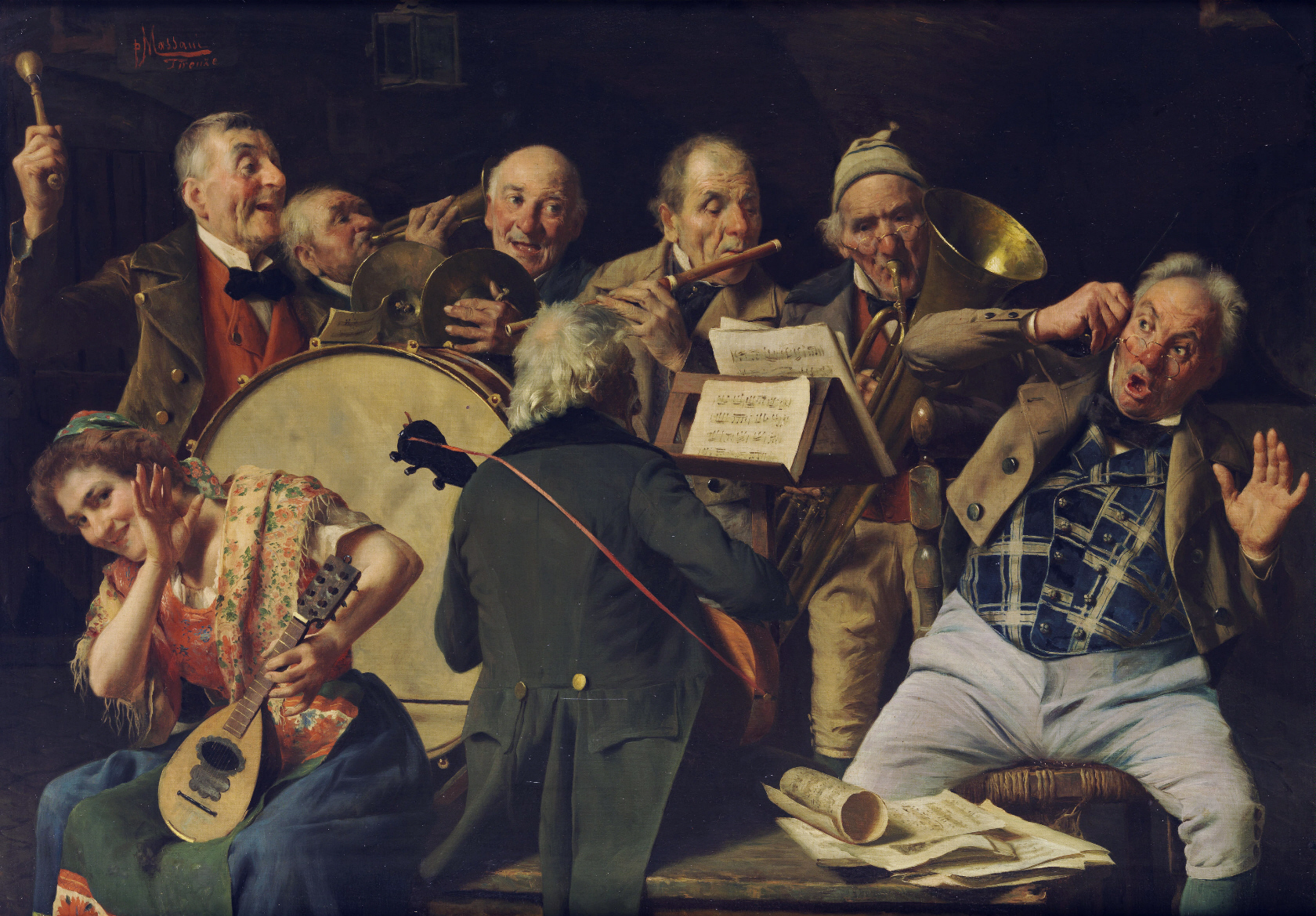
Pompeo Massani : Prova d'orchestra

- Caricatures

Souvent anonymes, les caricatures de musiciens sont nombreuses, et dans le domaine de l'humour et la musique baroque, celle de Johann Joachim Quantz à la flûte, entouré de Bach, Haendel, Tartini, Gluck et Jommelli, datant d'environ 1750, de la Library of Congress de Washington, est la plus connue.
Dans les années 1795-1805, James Gillray produit plusieurs caricatures musicales où figurent des flûtistes, toujours avec le modèle baroque de flûte en quatre parties à une clé : A Little Music, or The Delights of Harmony ; A Country Concert ; Playing in Parts ; The Pic-Nic Orchestra, avec à la flûte Lord George James Cholmondeley, ancien élève de Gaspard Weiss.

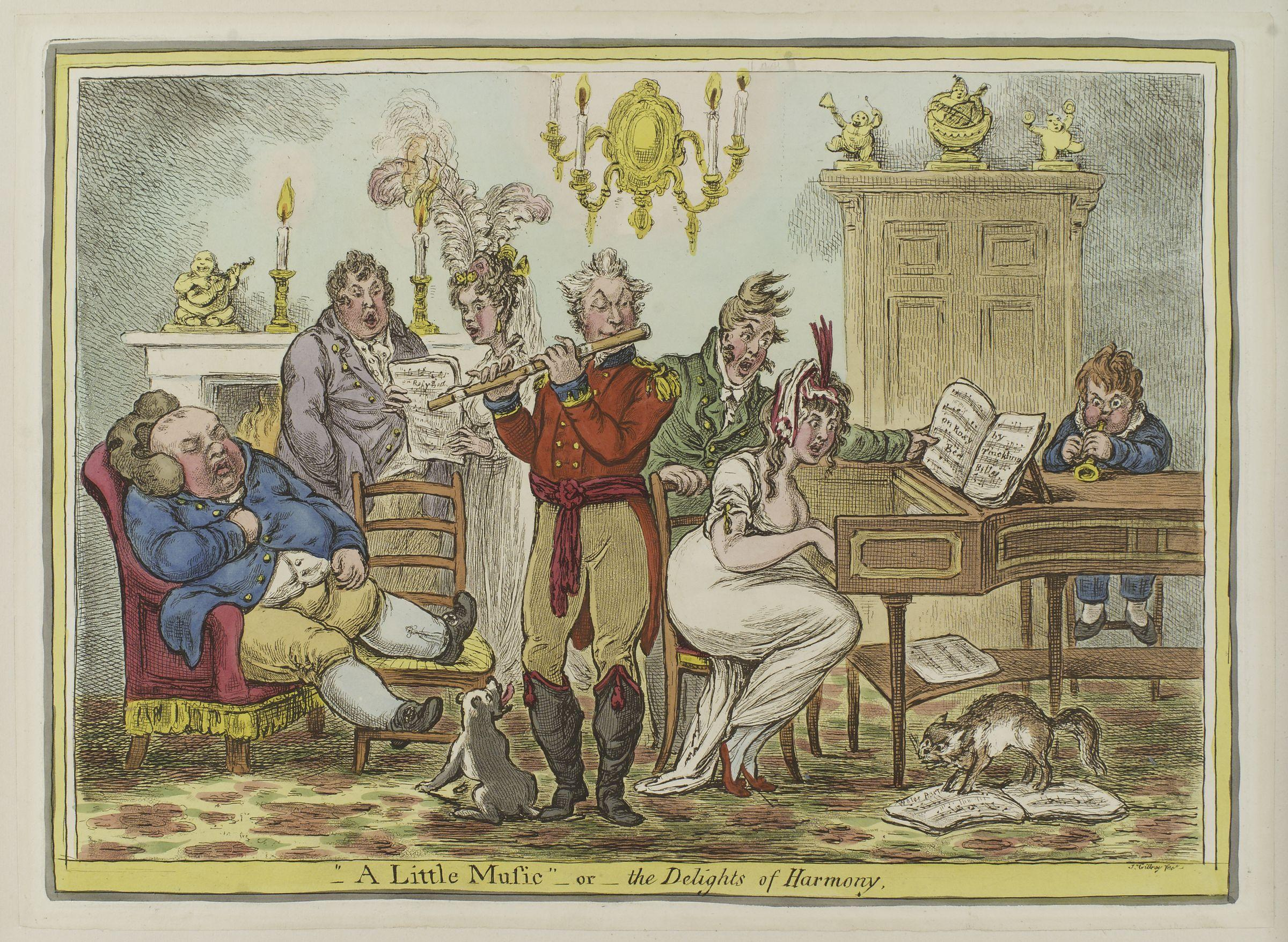
A Little Music
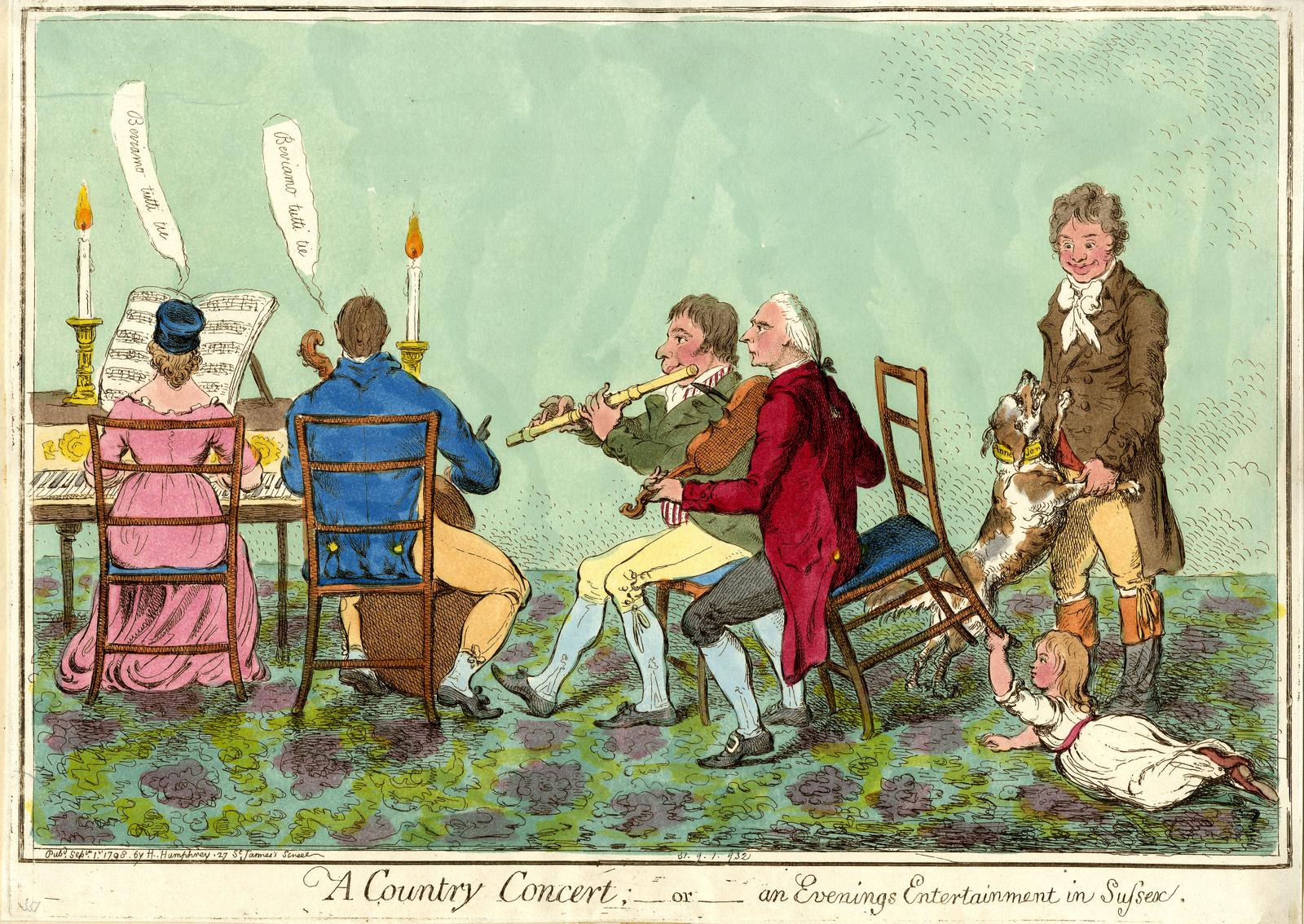
A Country Concert 1798
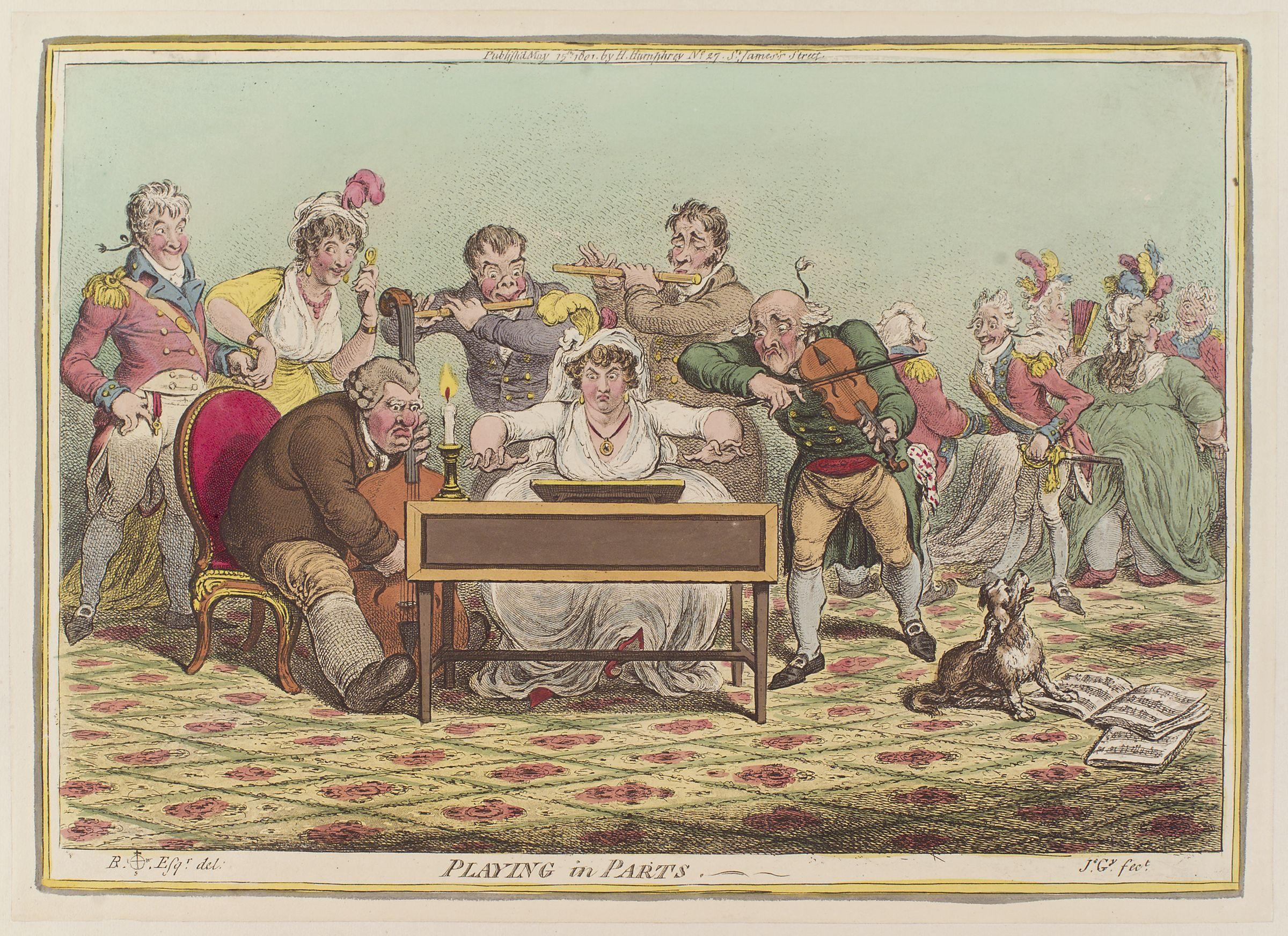
Playing in Parts 1801
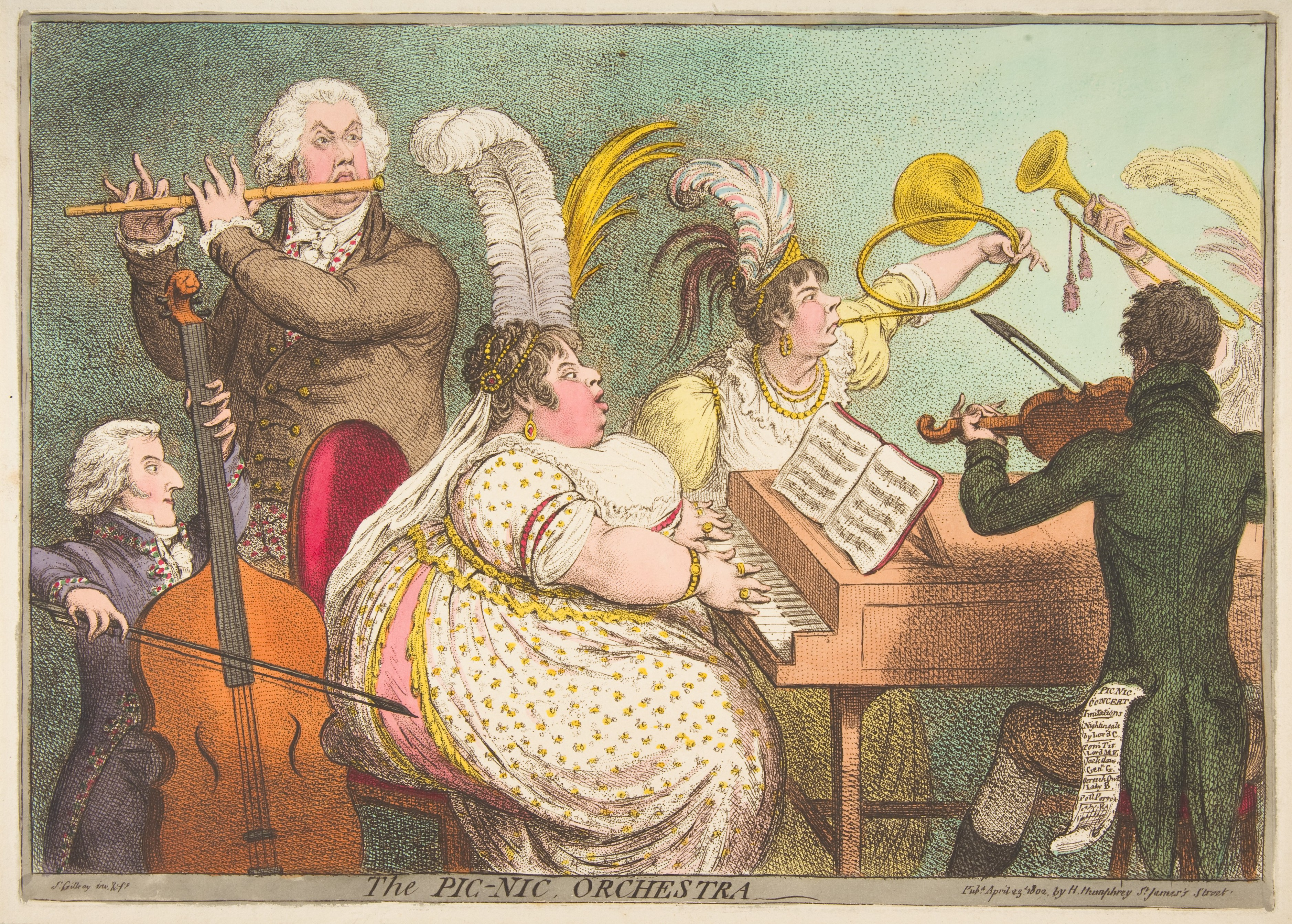
The Pic-Nic orchestra 1802

#### Femmes flûtistes
S'il y a de nombreux portraits d'hommes tenant une flûte traversière, on n'en connaît en revanche aucun représentant une femme. En peinture de genre, les images d'une ou plusieurs flûtistes dans un petit groupe de musiciennes ne sont pas rares jusqu'au XVIIe siècle, avec des flûtes Moyen Âge ou Renaissance, et on en trouve encore dans la première moitié du XVIIIe siècle, où elles figurent alors avec des flûtes baroques, le plus souvent de type Hotteterre, reconnaissables à leurs moulures ornementales.
- Jean-François de Troy : Le Concert ou L'Aimable accord (flûte, théorbe et violon) c.1712-1714[41], au musée Hyacinthe-Rigaud de Perpignan, mieux connu par la gravure signée “Elis. Cath. Le Tournay“ qu'en a faite Élisabeth-Claire Tardieu née Tournay ;
- Philippe Mercier : A musical party[42];
- Philippe Mercier : L'Ouïe, de la série allégorique Les cinq sens, 1744-1747.

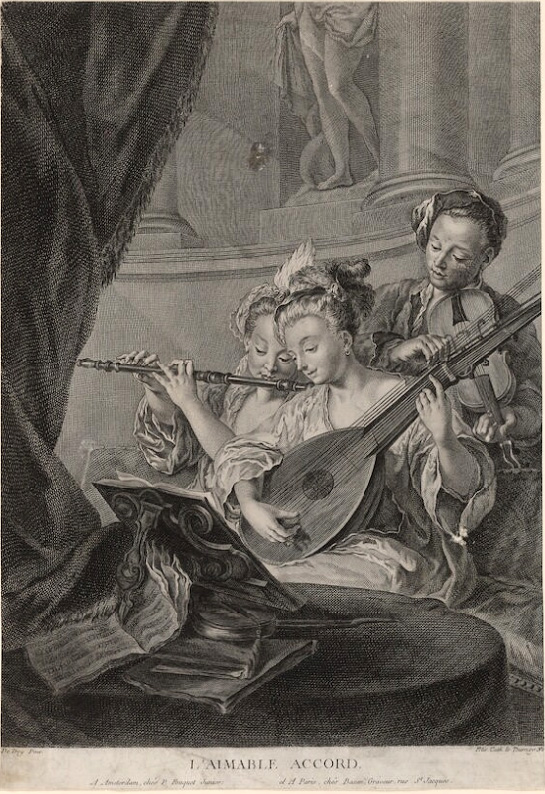
Élisabeth C. Le Tournay : L'Aimable accord
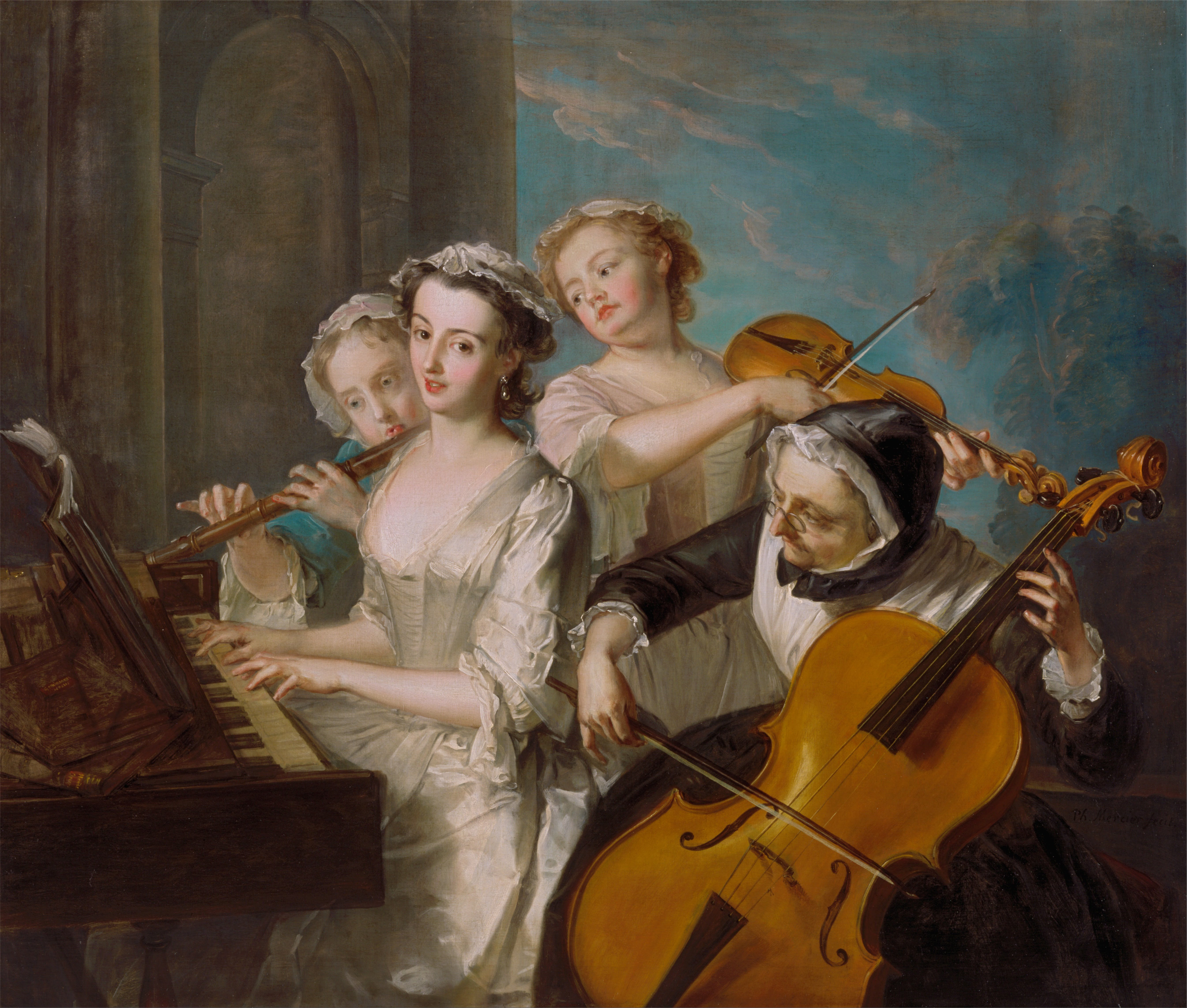
Philippe Mercier : L'Ouïe

#### Érotisme
Symbole phallique et instrument de musique, la flûte est associée à double titre à la sexualité ; selon les civilisations et les époques, elle sert à invoquer la fertilité, elle remplace la parole pour faire sa cour, elle exprime le sentiment amoureux, le désir… Elle est aussi l'instrument associé à la grivoiserie. Dans le langage pictural, la flûte est une métaphore du sexe et de la sexualité. Bien qu'elle s'y prête moins que les flûtes droites, la traversière est également concernée, notamment sous la Régence et le règne de Louis XV, où les scènes galantes sont fréquemment traitées dans la peinture française. 
Le plus souvent laissé à la libre interprétation de l'observateur et à son degré de décryptage des codes picturaux, l'aspect érotique devient parfois évident. Rembrandt en avait donné un exemple dès 1642 avec L'Espiègle, une scène bucolique où un berger dirige son regard et sa flûte vers la robe un peu relevée de sa compagne, une scène reprise quelques décennies plus tard par Watteau avec L'indiscret et son flageolet. Dans les fêtes galantes qui ont fait sa célébrité, Watteau y met cependant plus de poésie, suggérant plus qu'il ne montre et laissant le champ libre à l'imagination du spectateur : « De la vie, il ne reste que l'amour, et de l'amour que le rêve… » a résumé Gabriel Séailles. Par rapport à son Lorgneur, des collègues de Watteau n'hésitent pas à rapprocher le regard des musiciens de décolletés où les appas sont davantage mis en évidence.
D'abord imaginé par Watteau, le couple formé par une jeune femme ouvrant sa partition à un flûtiste devient un cliché repris dans la plupart des scènes musicales érotico-galantes ultérieures ; dans la Fête champêtre avec un joueur de flûte (c.1728) de Pater, le seul musicien parmi la dizaine de personnages est le flûtiste penché vers la jeune fille, aux pieds de laquelle Pater a posé un tambourin. 
Avec François Boucher et les suiveurs de Lancret et Pater, le genre créé par Watteau évolue vers la scène pastorale érotico-galante ; la "leçon de flûte" ne se préoccupe plus de réalisme instrumental, et la partition devient superflue. Ces "tableaux de mode" mettent souvent en scène une bergère et un noble, comme chez ce suiveur de François Boucher où l'aristocrate paysan d'un jour porte sa flûte traversière aux lèvres de la bergère, qui lui répond en posant la main sur son genou. Dans La leçon de musique d'un élève de Pater, une version plus enhardie de L'Aventurière de Watteau, la proposition est inversée, et c'est une dame très élégamment vêtue d'une robe de satin et d'un chapeau qui se laisse aborder par un flûtiste rustique d'allure faunesque.

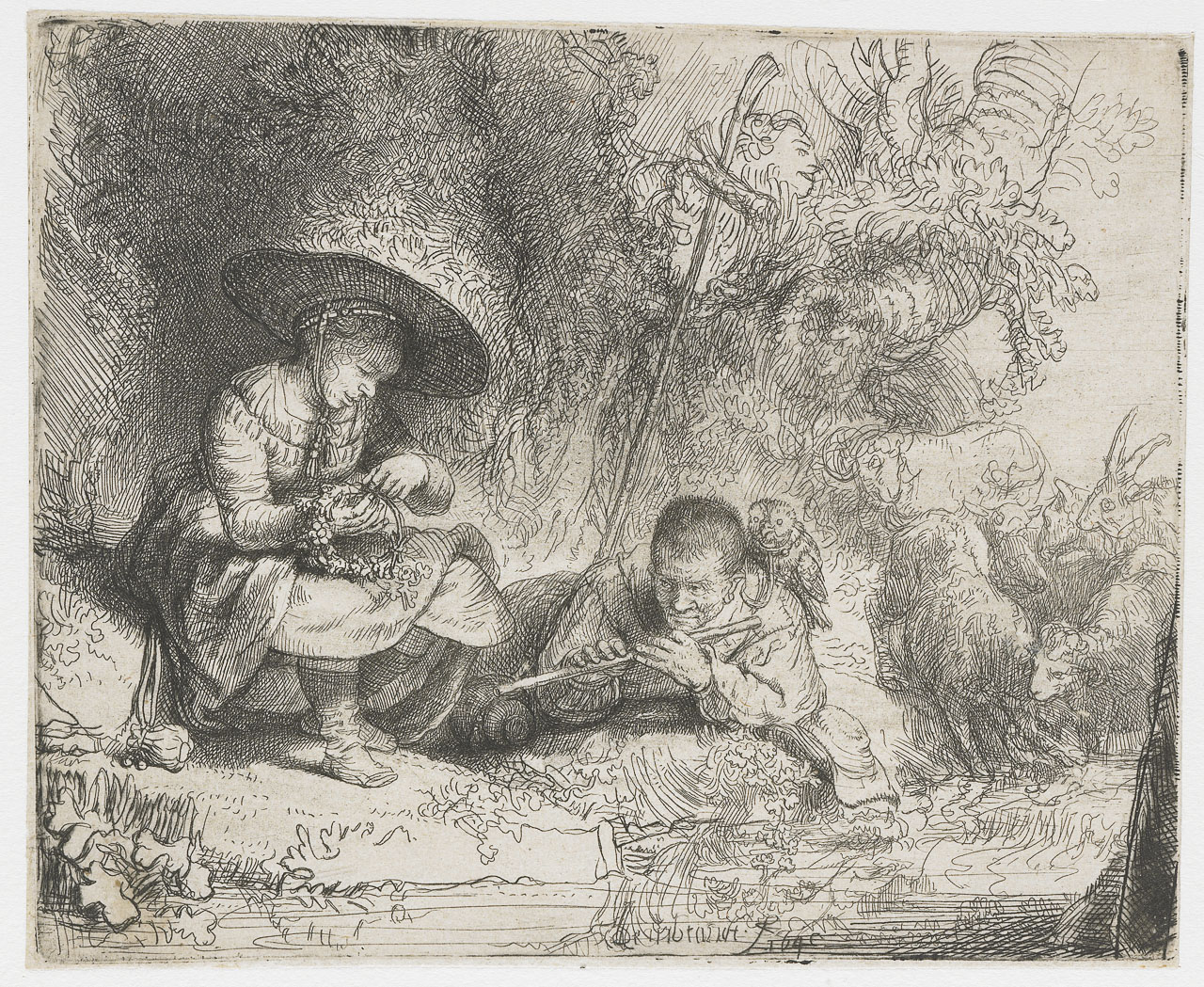
Rembrandt : L’espiègle, 1642
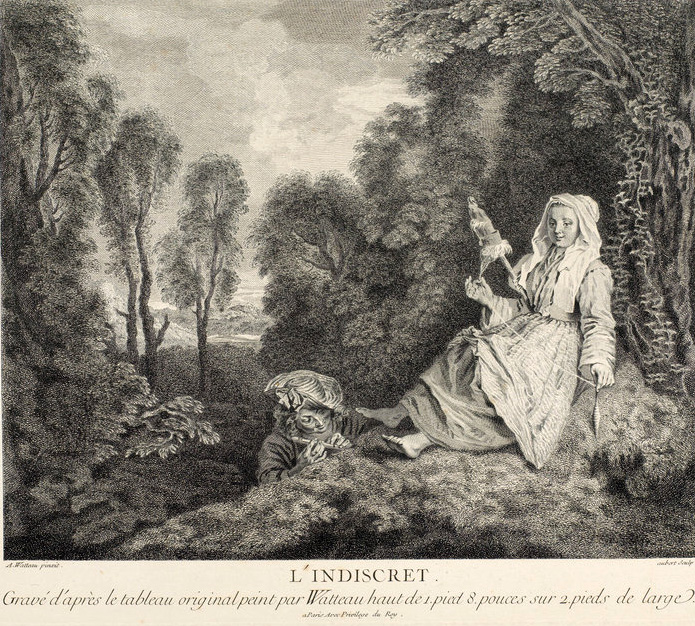
Watteau : L'indiscret, 1716 gravure de Michel Aubert
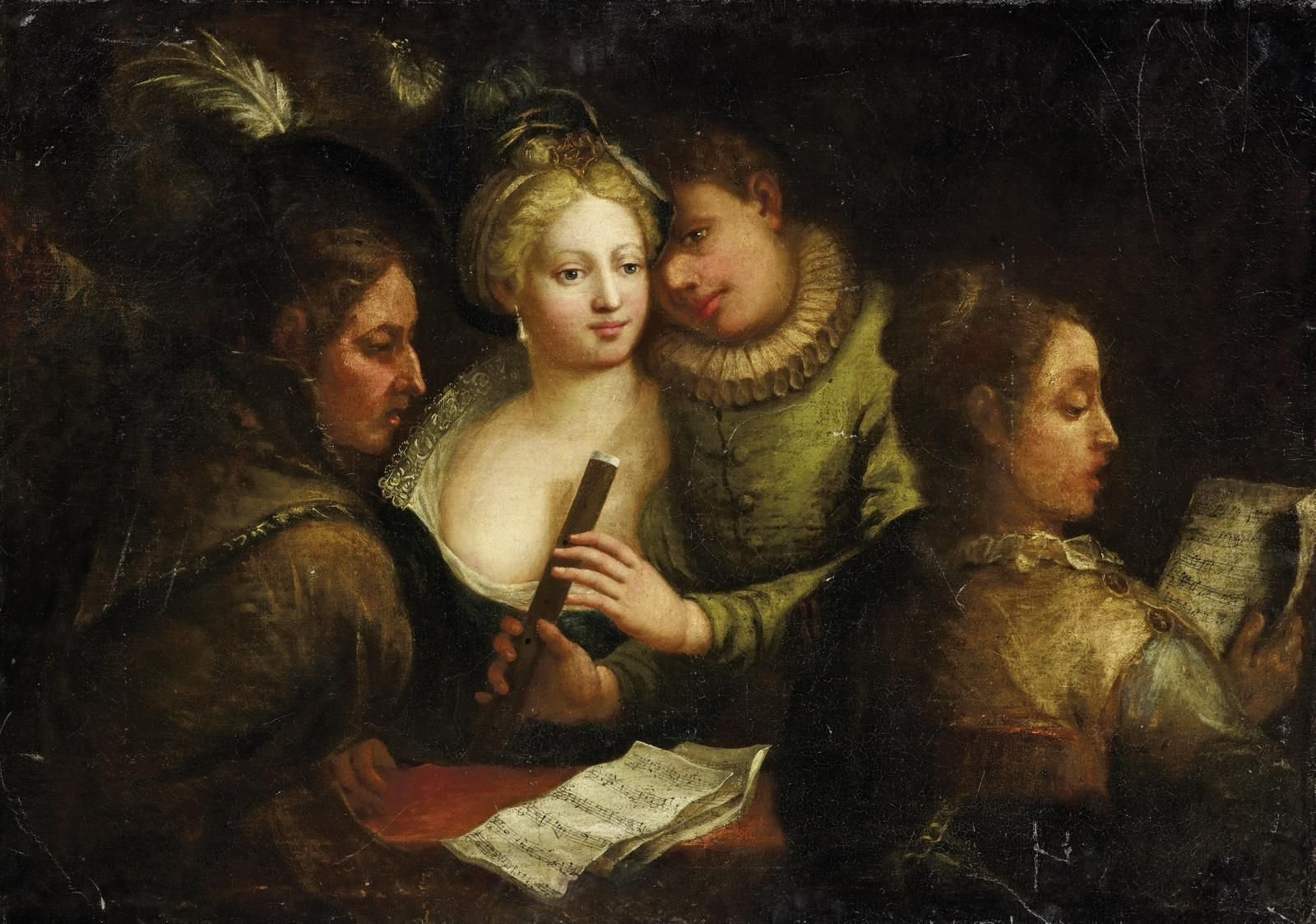
Anonyme : groupe de musiciens
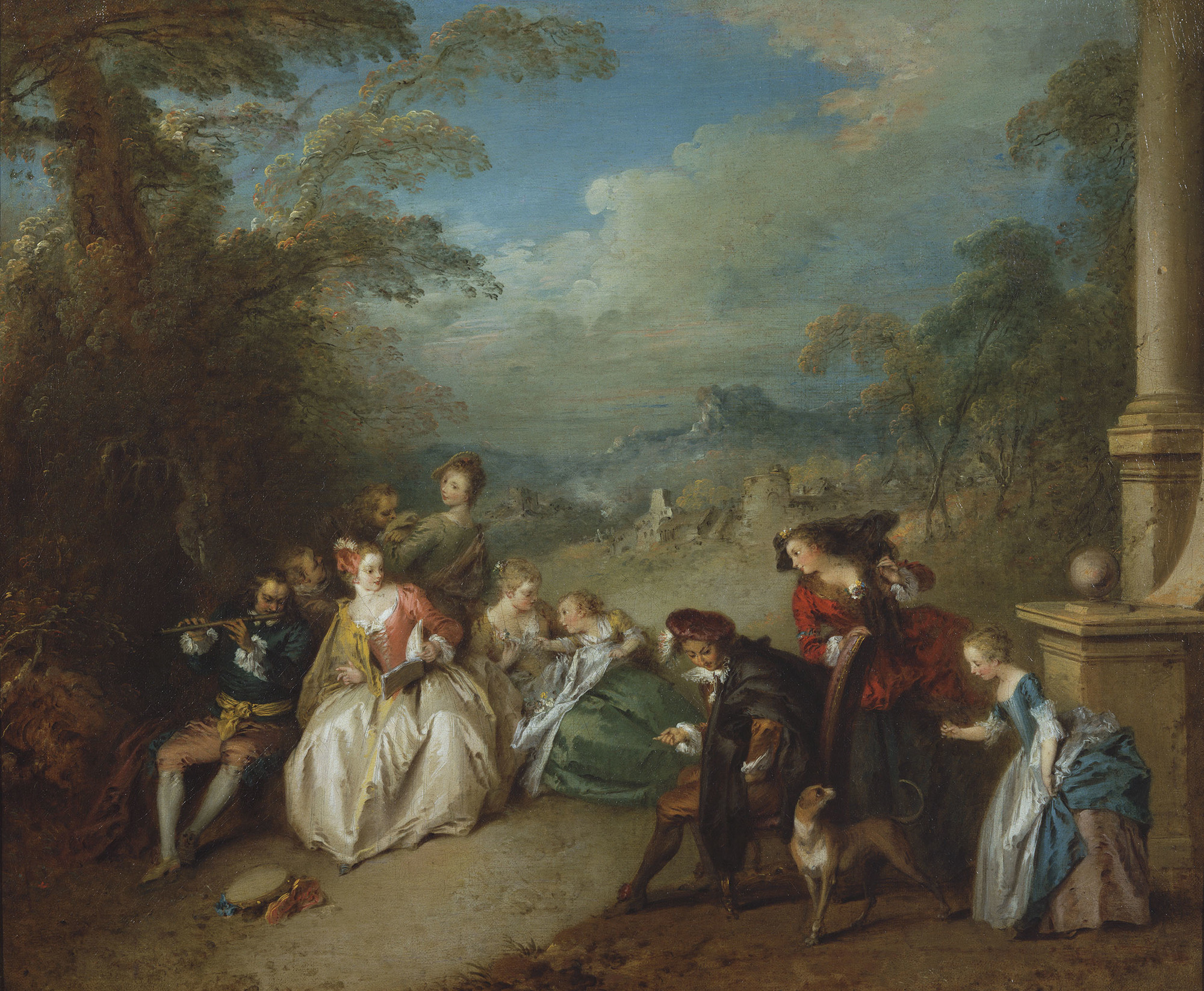
Jean-Baptiste Pater : Fête champêtre

### Vanité et nature morte
Apparue comme genre pictural au début du XVIIe siècle, la vanité, dans son accumulation d'objets hétéroclites, comporte assez souvent des instruments de musique. La flûte y est moins souvent représentée que les instruments à cordes, et il s'agit alors de flûte à bec ou de traversière type Renaissance. La flûte baroque, conçue dans les années 1670, arrive dans une période de déclin du genre vanité où l'injonction memento mori ne s'illustre plus que sous forme très allusive. Il est donc rare de voir coexister crâne et flûte baroque, comme dans Vanité aux instruments d'astronomie et de musique et aux livres d'Antonio Cioci ou Vanité avec flûte, partition, livres, crâne et cartes à jouer de Nicolas Henri Jeaurat de Bertry.
Les peintures de Michel Boyer, Pierre Nicolas Huilliot et Jean-Baptiste Oudry sont réalisées dans cette période marquée par les Lumières où le caractère religieux de la vanité disparaît au profit du pur esthétisme de la nature morte. En laissant la première place aux instruments de musique, de rares éléments tels que bougies, objets précieux, globe terrestre, livres, jeu de cartes, etc. rappellent quand même à qui veut les voir le message moral des premières vanités. Les flûtes représentées sont d'abord des instruments de type Hottetere, puis différents modèles en quatre parties, parfois en ivoire, et l'on reconnaît même une flûte de Quantz avec ses deux clés. De façon inexpliquée, Boyer peint une flûte dont la patte est absente,.
Grand maître de la nature morte, Jean Siméon Chardin, dans une œuvre de relative jeunesse, peint des fruits, des instruments de musique - dont une flûte - et une partition froissée, un assemblage qu'on aurait pu rencontrer dans les vanités du siècle précédent ; au contraire, ses dernières natures mortes, Les Attributs de la musique et Les Attributs de la musique civile, se concentrent sur la représentation des instruments. Il en est de même des tableaux contemporains d'Anne Vallayer-Coster et d'Henri-Horace Roland Delaporte,. Dans ces compositions, où la géométrie a succédé au désordre voulu des premières vanités, l'œil est plus attiré par les volumes, les courbes et le lustre des autres instruments que par la simple flûte, parfois à peine visible,.
Elle garde cependant son rang d'instrument royal lorsque P.N. Huilliot l'élit pour représenter la Musique dans Les Arts démontrés par leurs attributs (1743), et n'est pas oubliée au XIXe siècle : Willem van Leen (en) (1753-1825) la fait figurer en 1803 sur une de ses nombreuses natures mortes, et en 1863, François Bonvin, spécialiste de natures mortes à l'imitation des maîtres flamands et hollandais et de Chardin, donne aussi sa version des Attributs de la musique avec une flûte fin XVIIIe siècle.

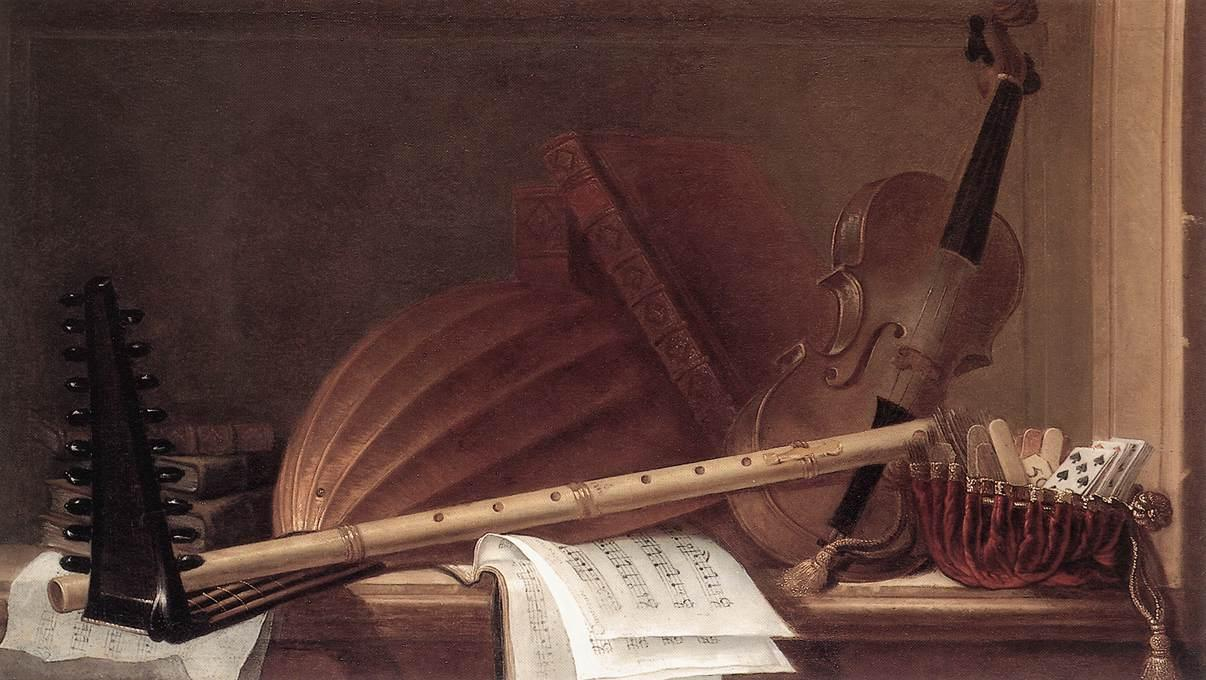
Pierre Nicolas Huilliot : Nature morte aux instruments de musique, avec flûte en ivoire
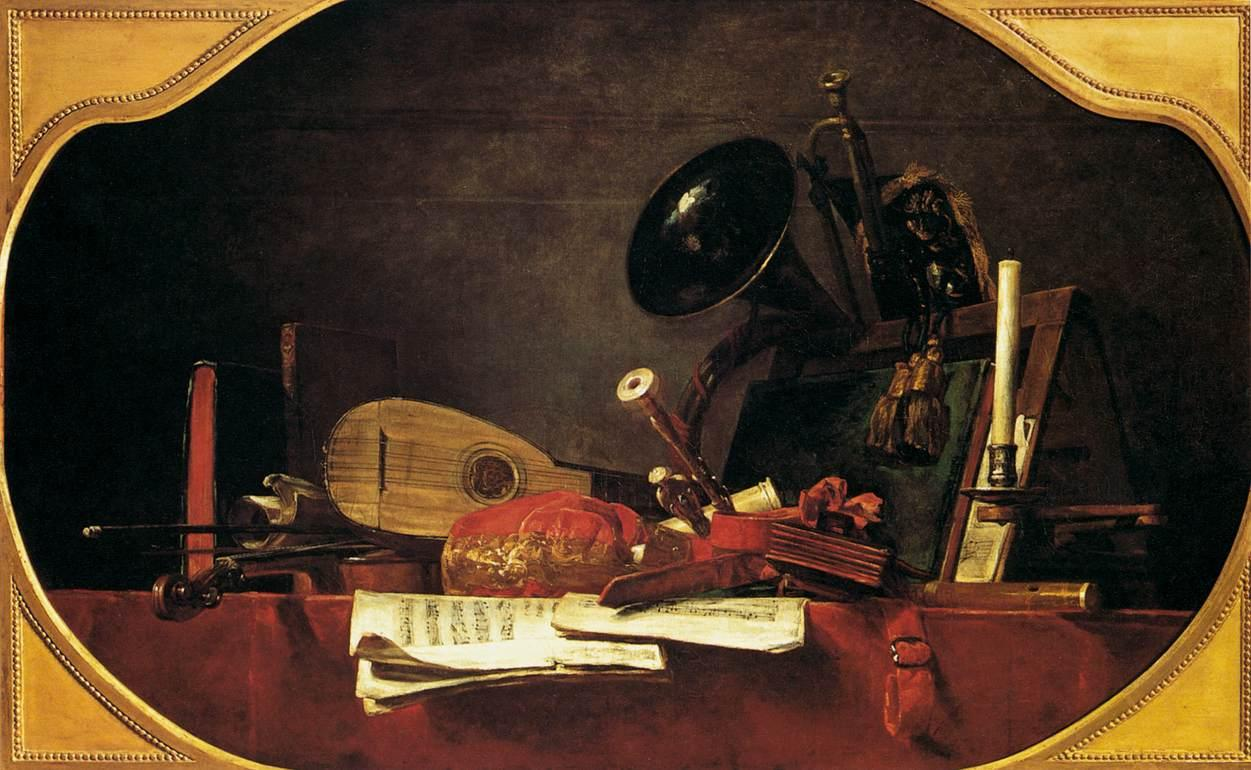
Jean Siméon Chardin : Attributs de la musique, 1765
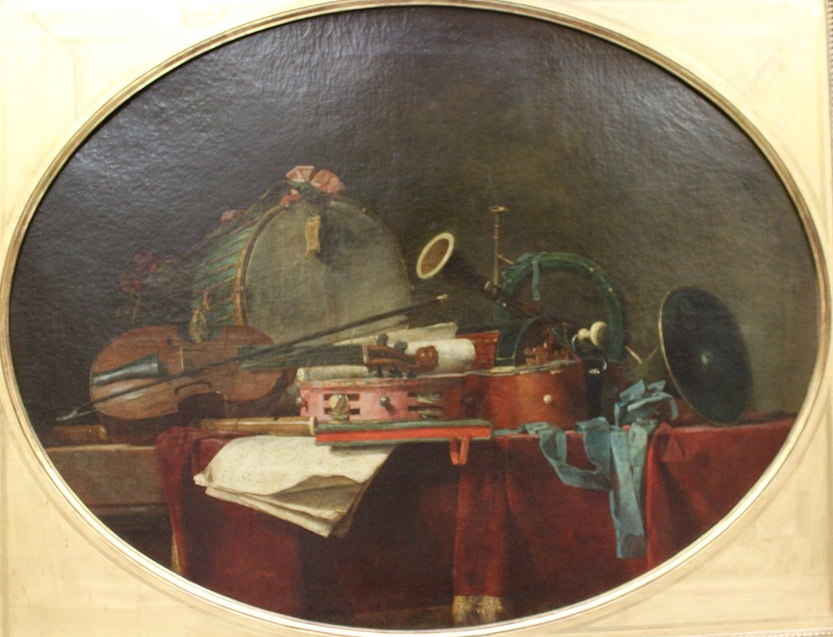
Jean Siméon Chardin : Attributs de la musique civile, 1767
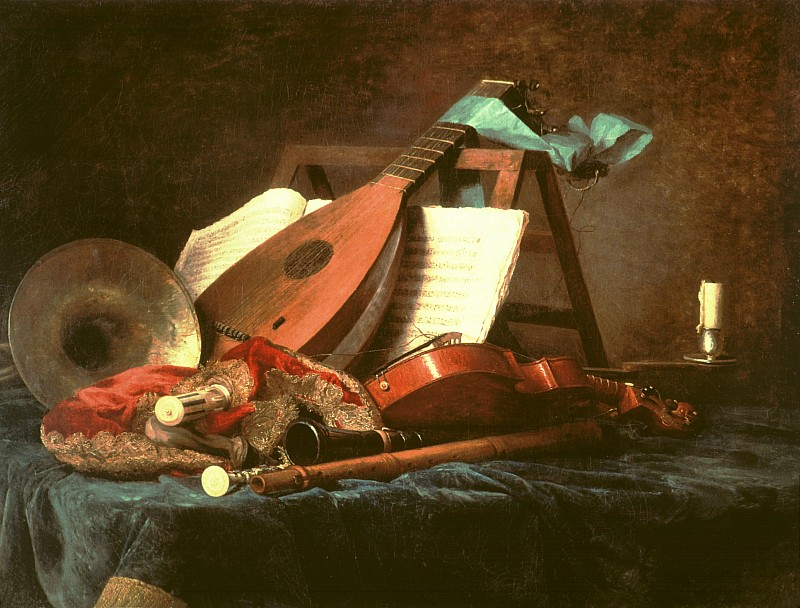
Anne Vallayer-Coster : Instruments de musique, 1770
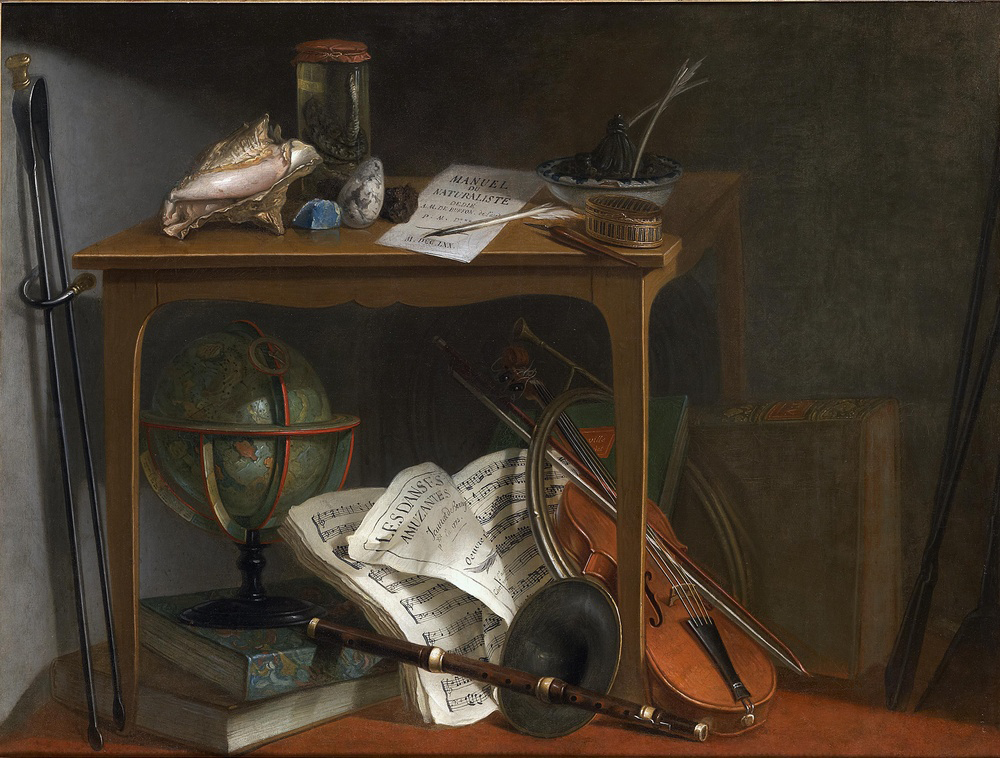
N.H. Jeaurat de Bertry : Objets de curiosité, c.1776

## Arts décoratifs
Détrônant les trophées d'armes du Grand Siècle dans le goût des commanditaires, les "trophées d'art et d'amour" avec instruments de musique et motifs floraux sont des éléments utilisés au XVIIIe siècle dans la décoration de panneaux muraux, de trumeaux et de meubles. Les recueils de dessins des ornemanistes Jean Charles Delafosse et Pierre Ranson (1736-1786) publiés dans les années 1770 en fournissent plusieurs exemples ; cependant, lorsque la flûte traversière y figure, elle est souvent presque entièrement masquée par un violon, une guitare ou un luth. Réalisés en marqueterie, des trophées d'instruments de musique sont   présents sur des commodes, tables, encoignures, chevets et secrétaires. La flûte y est rarement visible en entier et jamais vraiment conforme à un instrument existant. Un exemple est donné sur une commode demi-lune style Louis XVI estampillée J.P. Bertrand,.
Quelques flûtes à une clé en porcelaine de Saxe émaillée avec décor floral polychrome ont été fabriquées dans la deuxième moitié du XVIIIe siècle. Remarquables par la prouesse technique et l'aspect décoratif, ces objets d'art sont aussi des instruments jouables,,. Beaucoup plus courantes, les flûtes en ivoire sont parfois gravées ou sculptées en bas-relief sur toute leur longueur.

## Sculpture
La flûte est l'instrument de musique le plus facile à réaliser par les sculpteurs : un simple cylindre, tenu des deux mains, avec une extrémité proche de la bouche, et l'observateur le moins averti en organologie peut identifier l'objet en question. En raison des sujets traités, la statuaire baroque privilégie plus les flûtes antiques que sa traversière contemporaine ; mais, que ce soit pour Euterpe, muse de la musique, Bacchus, un faune, des anges musiciens ou des allégories, la stylisation ou l'approximation empêchent de bien identifier les instruments. Tout au plus, la présence de viroles en relief suggère-t-elle qu'il s'agit d'une flûte en plusieurs parties, donc postérieure aux années 1670. Les statues qui comportent ce type de flûte baroque sont peu nombreuses ; on peut en citer quelques exemples :
- Le Sanguin (c.1675-85) de Noël Jouvenet (1650-1716), en marbre, de la série "Les quatre tempéraments de l'Homme", d'après un dessin de Charles Le Brun où la flûte est différente[68], faisant partie de la « Grande Commande » de Louis XIV, avec les attributs de Bacchus, dans les jardins du château de Versailles.
- Berger flûteur (1709) d'Antoine Coysevox, en marbre, d'abord placé dans le parc du château de Marly, et depuis 1870 au musée du Louvre. L'artiste a sculpté la flûte avec suffisamment de précision pour que l'on puisse identifier un instrument contemporain de type Hotteterre, auquel il manque cependant la patte. Il existe de nombreuses copies de cette statue, qui a servi de modèle au Flûteur automate de Jacques Vaucanson de 1738.
- Euterpe (c.1700-1721) de Giovanni Stanetti (de) (1663-1726), faisant partie d'une série de huit muses placées le long de l'allée centrale du jardin du palais du Belvédère de Vienne[69]. L'artiste a pris la liberté d'inverser la position des deux mains[m].
- Ange flûtiste (1750) de la tribune d'orgue de l'église Saint-Jacques de Lunéville. Bien reproduite, la flûte est malheureusement cassée à son extrémité[70].
- Euterpe (c.1775-1777) de Van den Drix, assistant de Pierre-François Berruer, en pierre calcaire dure, faisant partie d'une série de douze muses et déesses ornementales en place sur la corniche du péristyle du Grand Théâtre de Bordeaux. La flûte est très rudimentaire, tenue serrée dans la main droite.
- Ange flûtiste de la cathédrale de Gdańsk-Oliwa. Le grand orgue construit à partir de 1763 (à l'époque le plus important d'Europe) possède un buffet de style rococo ornementé de plusieurs anges musiciens articulés, trompettistes et sonneurs de cloches ; les deux flûtistes situés de part et d'autre du buffet ne sont pas animés, mais tiennent des imitations reconnaissables de traversières en quatre parties[n].
- Statue du mémorial de Johann Joachim Quantz (1991) de Georg Arfmann (de), Quantzplatz, Quantzstraße à Scheden. Cette statue de bronze érigée dans la ville natale de Quantz comporte une reproduction très fidèle de la flûte du célèbre virtuose.

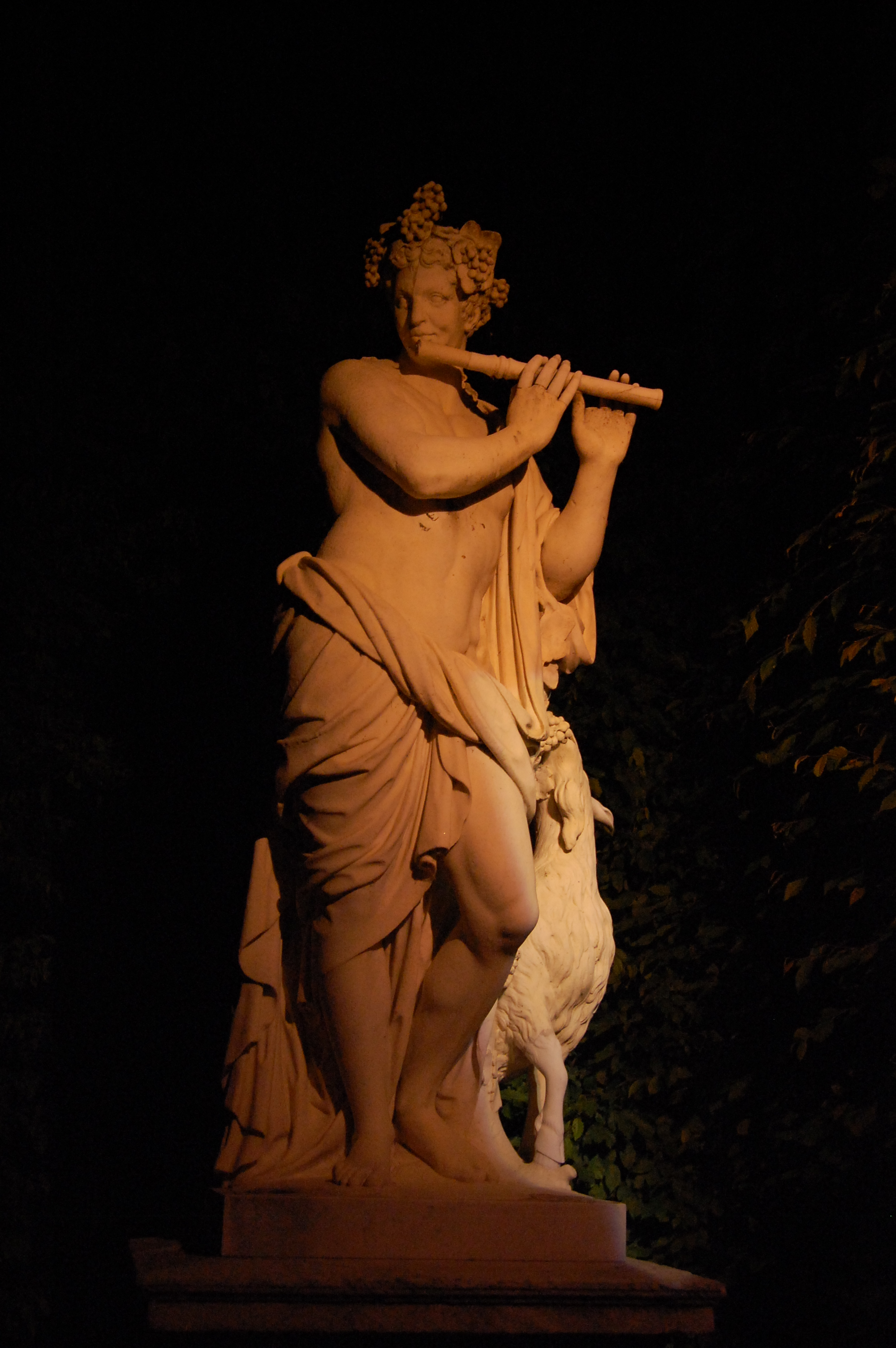
Noël Jouvenet : Le Sanguin, Versailles
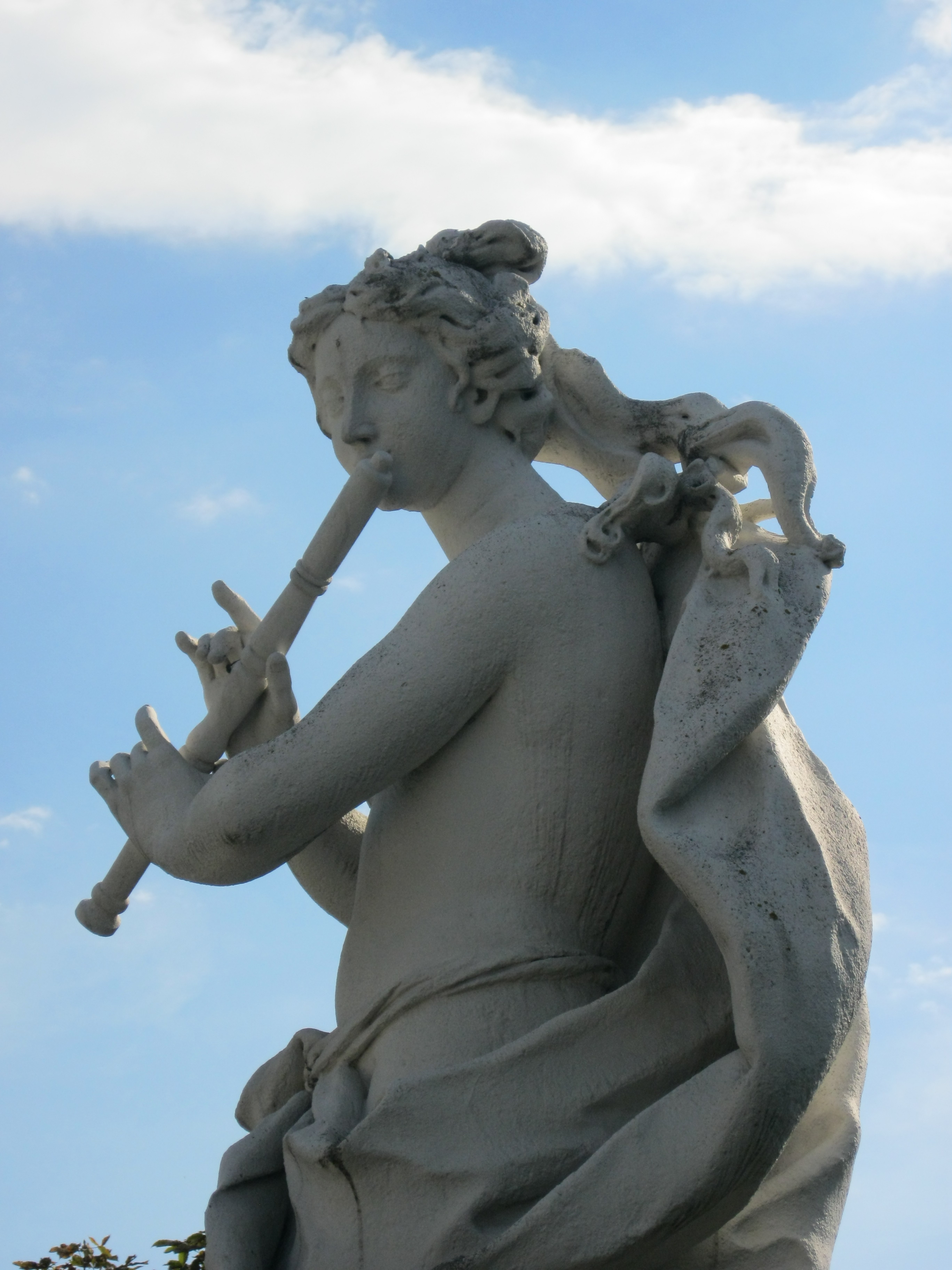
Giovanni Stanetti : Euterpe, Palais du Belvédère, Vienne
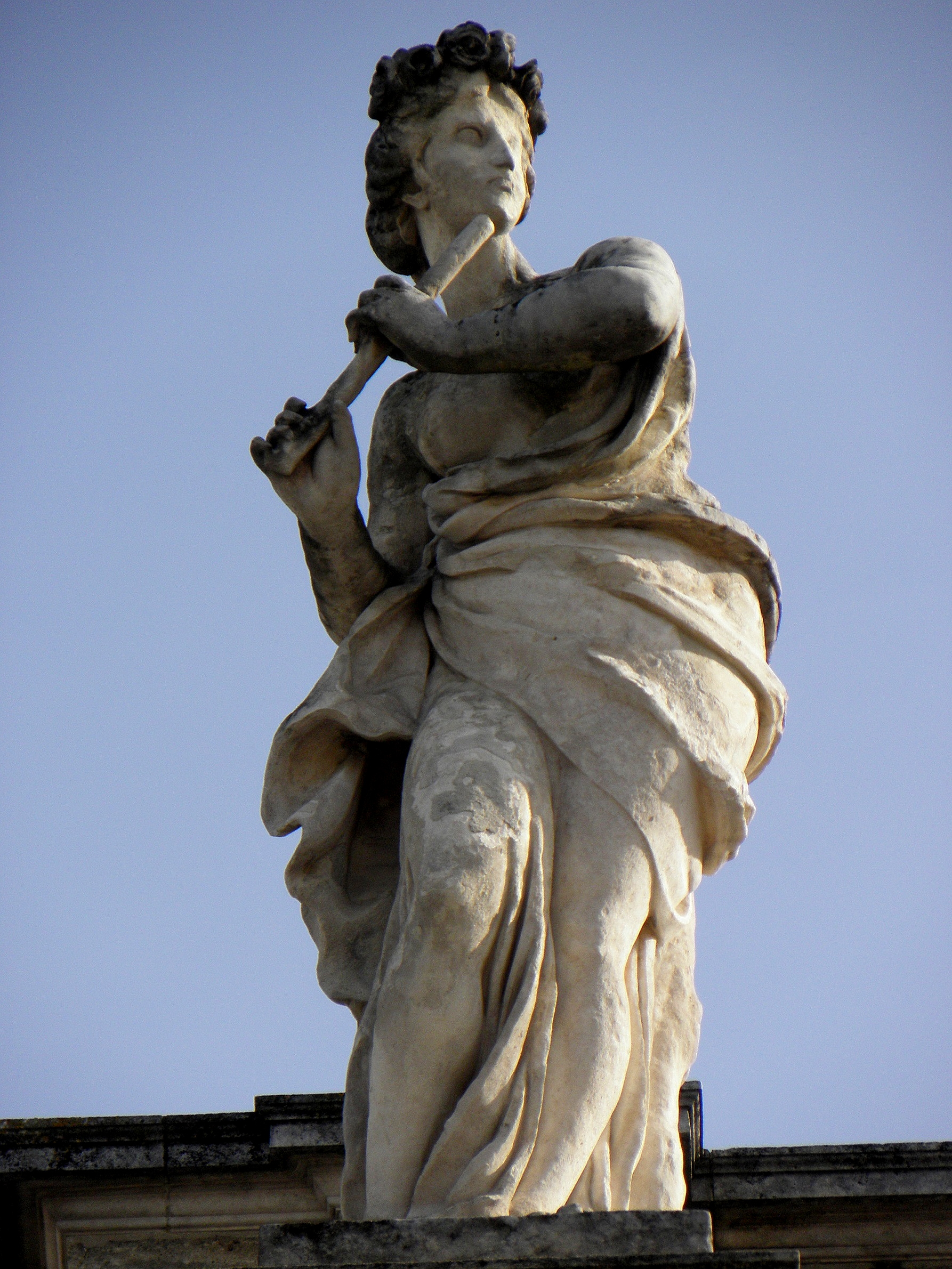
Van den Drix et P.-F. Berruer : Euterpe, Bordeaux
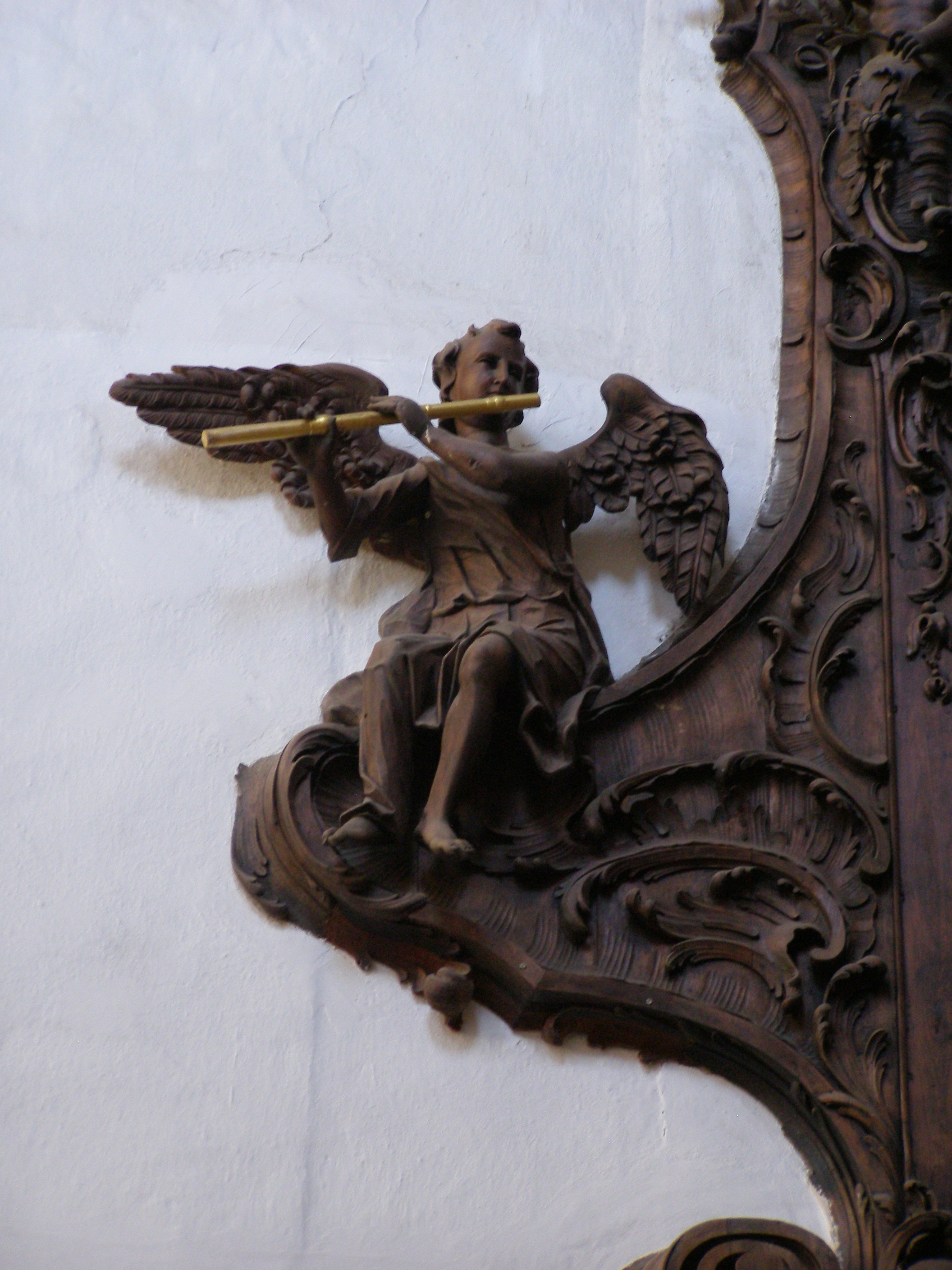
Ange flûtiste Cathédrale de Gdańsk-Oliwa
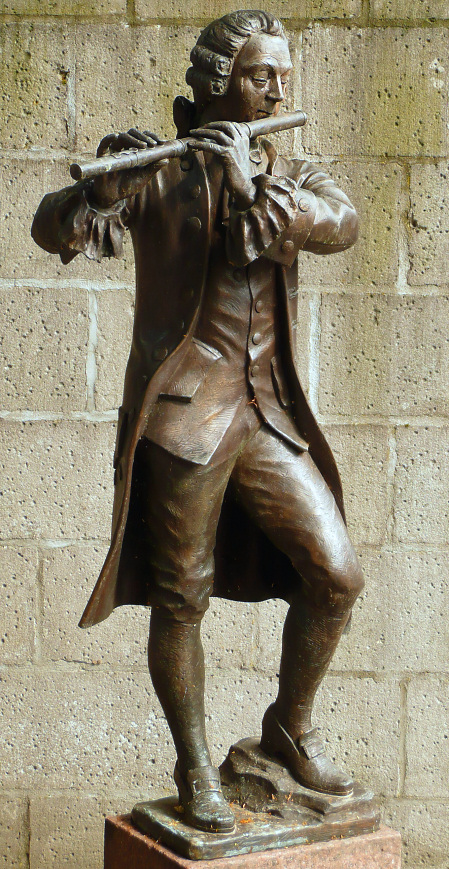
Georg Arfmann : Mémorial de Quantz

## Automate d'art
De nombreux automates d'art androïdes ont été réalisés au siècle des Lumières. Le Flûteur de Vaucanson est un automate conçu et réalisé par Jacques Vaucanson, qui en avait eu l'idée en regardant la statue du Berger flûteur d'Antoine Coysevox dans le jardin des Tuileries.
Recréant fidèlement le jeu et la musique d'un flûtiste, il a fait l'objet d'un mémoire présenté par son inventeur à l'Académie royale des sciences en 1738 et d'un article détaillé dans l'Encyclopédie en 1751.
Cet automate flûtiste est, avec le Tambourinaire provençal, de Vaucanson également, l'un des très rares exemples d'automates dont la musique était produite par un instrument à vent ; comme on le voit sur les gravures d'époque, il s'agit de la flûte traversière en quatre parties en usage après 1725. 
La publication du mémoire très détaillé et des illustrations du mécanisme a permis à quelques fabricants de produire des imitations du Flûteur de Vaucanson. En 1746, un duo d'automates flûtistes de Defrance, un homme et une femme grandeur nature assis sur un socle, est exposé aux Tuileries, puis à la Foire Saint-Germain. On les retrouve à Londres en 1766 ; sur l'illustration de l’affiche, les deux flûtes traversières sont dessinées de façon très précise. Il s'agit, avec le Flûteur de Vaucanson, des seuls exemples connus d'automates musiciens jouant réellement de la flûte traversière baroque.

## Musique, littérature et opéra
La flûte traversière baroque apparaît pour la première fois dans l'orchestre lors de la représentation de l'opéra-ballet Le Triomphe de l'Amour de Lully le 21 janvier 1681. Associée à ses débuts aux flûtes à bec et aux hautbois, elle se fait progressivement une place de soliste, supplantant la flûte à bec et rivalisant avec le violon. Jacques-Martin Hotteterre publie la première méthode en 1707, rééditée à Paris six fois jusque dans les années 1760, copiée ou adaptée à l'étranger jusqu'en 1781, et beaucoup d'autres méthodes voient le jour, dont le célèbre « Essai » de Quantz, publié en 1752 simultanément en français et en allemand. Cet engouement pour la traversière va susciter des milliers d'œuvres musicales écrites par des centaines de compositeurs : la première publication est Pièces pour la flûte traversière avec la basse continue, œuvre quatrième, de Michel de La Barre en 1703, tandis que François Devienne, resté fidèle à la flûte baroque à une clé jusqu'à la fin de sa carrière, écrit son dernier concerto cent ans plus tard. Johann Joachim Quantz est à lui seul l'auteur de 300 concertos, 200 sonates avec basse continue, 40 sonates en trio et 6 quatuors. Le musicologue Raymond Meylan estime à 6000 le nombre de concertos joués au XVIIIe siècle, chiffre auquel il faut ajouter d'autres milliers de pièces, suites, sonates, solos, quatuors, etc. De cette énorme production émergent quelques chefs-d’œuvre signés Vivaldi, J.S. Bach, Haendel, Telemann, Rameau, C.P.E. Bach et Mozart, ainsi que quelques centaines d'œuvres de qualité jouées régulièrement et enregistrées à la suite des recherches dans les bibliothèques et de l'essor commercial de l'enregistrement sonore depuis le milieu du XXe siècle.
Bien que l'instrument ait été très répandu au XVIIIe siècle et que plusieurs écrivains, dont Beaumarchais, l'aient pratiqué, il semble qu'aucune œuvre littéraire d'importance n'ait eu la flûte pour sujet principal. En revanche, une œuvre universellement connue est le Singspiel La Flûte enchantée (Die Zauberflöte), créé le 30 septembre 1791, sur un livret d'Emanuel Schikaneder. Pour ce spectacle de style “Alt-Wiener Zauberoper“ (opéra magique ou féérique) prisé par le public populaire viennois, Mozart et son librettiste ont choisi comme "instrument magique" la flûte, non pas la flûte de Pan, attribuée au comique et esprit simple Papageno, ni la flûte à bec, mais l'instrument des rois et des princes, la traversière, qui devient dans ce chef-d'œuvre l'intermédiaire du prince Tamino dans l'aboutissement de sa quête initiatique, tout comme la flûte avait été pour le jeune Mozart quelques années auparavant l'objet de sa rencontre féconde à l'origine de ses premiers chefs-d’œuvre pour l'instrument. Il est vraisemblable qu'à la création, les solos de Tamino aient été joués sur scène par l'ami de Mozart chanteur, acteur et excellent flûtiste Benedikt Schack, sur une flûte baroque telle qu'elle apparaît sur les gravures d'époque.

## Cinéma
Chronique d'Anna Magdalena Bach est un film réalisé par Jean-Marie Straub et Danièle Huillet en 1967 sur un projet remontant à 1954. Il retrace la vie de Jean-Sébastien Bach et fait appel pour la musique à l'ensemble d'instruments historiques Concentus Musicus Wien fondé en 1953 par Nikolaus Harnoncourt et au groupe de la Schola Cantorum Basiliensis d'August Wenzinger. Il s'agit de la première apparition au cinéma de flûtes et d'autres instruments baroques. Les musiciens en perruques et costumes d'époque exécutent sous la direction de Gustav Leonhardt des extraits d'œuvres de Bach : concerto brandebourgeois no 5, Magnificat, cantates, Passion selon Saint-Matthieu, Messe en si mineur, etc. On y voit une flûte traversière en buis dans les solos et deux flûtes en ébène dans les duos. Filmé en son direct et en plan fixe sans montage, le jeu du flûtiste est particulièrement bien visible dans un extrait de la Cantate funèbre pour le Prince Leopold BWV 244a.